# William Shakespeare
 Poslechnout si článek · info
William Shakespeare (pokřtěn 26. dubna 1564, Stratford nad Avonou – 3. května 1616 podle gregoriánského kalendáře, Stratford nad Avonou) byl anglický básník, dramatik a herec, který bývá považován za největšího anglicky píšícího spisovatele a celosvětově nejvýznamnějšího dramatika. Je často nazýván anglickým národním básníkem a „bardem z Avonu“. Připisuje se mu přibližně 38 dochovaných her (včetně těch, na kterých asi s někým spolupracoval), 154 sonetů, dvě dlouhé epické básně a několik dalších básní, z nichž některé jsou nejistého autorství. Jeho hry byly přeloženy do všech hlavních živých jazyků a jsou uváděny častěji než hry jakéhokoli jiného dramatika.
Shakespeare vyrůstal ve Stratfordu nad Avonou v anglickém hrabství Warwickshire. Ve věku 18 let se oženil s Anne Hathawayovou, se kterou měl tři děti: Susannu a dvojčata Hamneta a Judith. Někdy mezi lety 1585 a 1592 začal v Londýně úspěšnou kariéru herce, dramatika a spoluvlastníka hereckého souboru Služebníci lorda komořího (Lord Chamberlain's Men), později známého jako Královská společnost (King's Men). Zdá se, že kolem roku 1613 ve věku 49 let odešel na odpočinek do Stratfordu, kde zemřel o tři roky později. Z jeho soukromého života se dochovalo jen málo informací, což podnítilo mnoho spekulací o takových věcech, jako byl jeho fyzický vzhled, sexuální orientace a náboženské přesvědčení, a také zda práce, které jsou mu přisuzovány, nebyly ve skutečnosti napsány někým jiným.
Většinu svých známých děl Shakespeare vytvořil mezi lety 1589 a 1613. Některé jeho rané hry byly komedie. V dalším období vytvořil Shakespeare mnoho her na historické náměty hlavně z anglických dějin, ale také např. velké drama Julius Caesar. Později, asi do roku 1608, pak psal své slavné tragédie, jako jsou Hamlet, Othello, Král Lear a Macbeth, které jsou považovány za vrcholná díla anglické literatury. V poslední tvůrčí fázi vytvářel tragikomedie, známé též jako romance, pravděpodobně ve spolupráci s jinými autory.
Mnoho ze Shakespearových her bylo publikováno již během jeho života ve vydáních různé kvality a s různou přesností. Až v roce 1623 John Heminges a Henry Condell, dva Shakespearovi přátelé a herečtí kolegové, publikovali takzvané První folio, první souborné vydání Shakespearových her. Vyšlo posmrtně a zahrnuje až na dvě všechny hry, běžně připisované Shakespearovi. Jako předmluvu obsahuje poemu od Bena Jonsona, jež Shakespeara jasnozřivě oslavuje jako člověka „nejen pro tento čas, ale navěky“. V pozdějších dobách až po současnost byly Shakespearovy práce opakovaně znovuobjevovány a upravovány na podkladě nových směrů bádání a inscenování. Zůstávají velmi populární a jsou neustále uváděny a interpretovány v různých kulturních a politických kontextech po celém světě.

## Život

### Mládí a dospělost

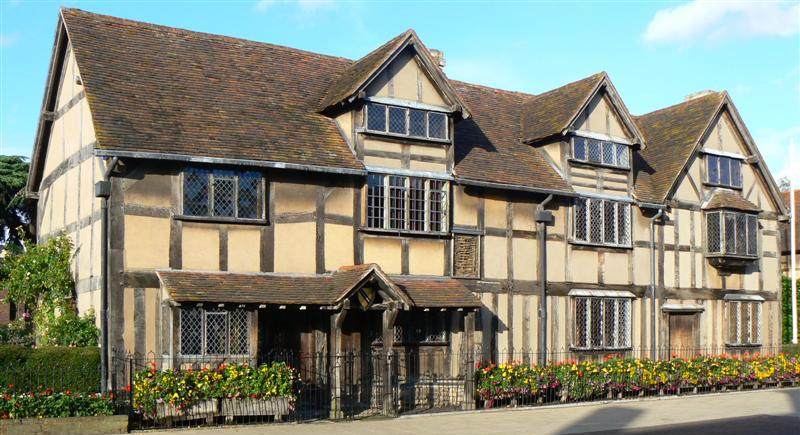
Dům ve Stratfordu nad Avonou, který je považován za Shakespearův rodný dům

William Shakespeare se narodil a vyrůstal ve městě Stratford nad Avonou. Byl synem Johna Shakespeara, úspěšného rukavičkáře a později i radního města Stratfordu, pocházejícího ze Snitterfieldu, a Mary Ardenové, dcery bohatého velkostatkáře. Ve Stratfordu rodina bydlela v ulici Henley Street. Shakespeare byl pokřtěn 26. dubna 1564. Za jeho datum narození je některými autory považován 23. duben, den svatého Jiří, neboť v té době bylo zvykem křtít chlapce tři dny po jejich narození. Existují však spekulace, že badatel z 18. století, který toto datum uvedl jako první, se mohl zmýlit (protože Shakespeare podle juliánského kalendáře zemřel 23. dubna 1616). Shakespeare se narodil jako třetí dítě z osmi a byl nejstarším synem, který přežil do dospělosti.
Přestože se z tohoto období nedochovaly žádné záznamy, většina životopisců se domnívá, že Shakespeare navštěvoval ve svém rodném městě gymnázium (King Edward VI Grammar School), které bylo založeno roku 1553. Za vlády královny Alžběty I. měla gymnázia různou kvalitu, ale osnovy v celé Anglii určoval zákon a školy měly poskytovat intenzivní výuku latiny a klasického umění.
V 18 letech se Shakespeare oženil s 26letou Annou Hathawayovou. Povolení k jejich sňatku vydal církevní soud diecéze ve Worcesteru 27. listopadu 1582. Obřad byl pravděpodobně připraven ve spěchu, protože kancléř diecéze povolil, aby se ohlášky četly pouze jednou namísto třikrát, jak bylo zvykem. Důvodem spěšné svatby mohlo být Annino těhotenství, neboť šest měsíců poté se narodila dcera Susanna, která byla pokřtěna 26. května 1583. Následovala dvojčata, syn Hamnet a dcera Judith, která se narodila necelé dva roky poté a byla pokřtěna dne 2. února 1585. Hamnet však zemřel z neznámých příčin ve věku jedenácti let, což možná poznamenalo Shakespearovu tvorbu; jeho pohřeb se konal 11. srpna 1596.

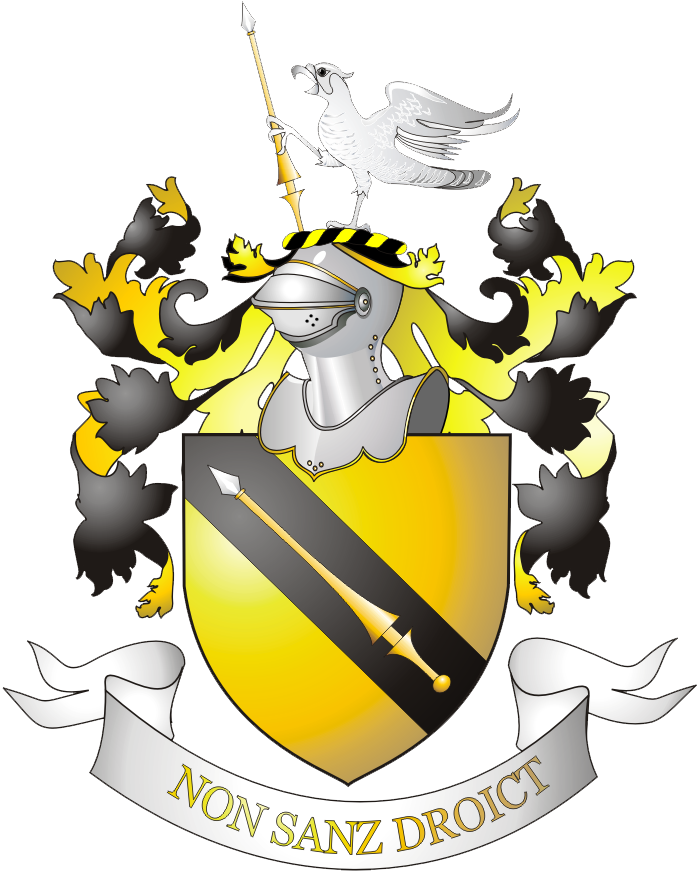
Ztvárnění erbu, který je přičítán Shakespearovu rodu

Po narození dvojčat Hamneta a Judithy následuje období, ze kterého o Shakespearovi neexistují prakticky žádné ověřené informace. V literatuře je toto období Shakespearova života mezi roky 1585 a 1592 označováno jako „ztracená léta“. Badatelé se snaží vysvětlit toto období mnoha způsoby. Nicholas Rowe, první životopisec zabývající se Shakespearem, popsal zhruba v roce 1709 stratfordskou pověst, podle které Shakespeare uprchl ze Stratfordu do Londýna, aby se vyhnul stíhání kvůli pytláctví. Podle jiného příběhu sepsaného v 18. století začal Shakespeare svou divadelní kariéru hlídáním koní návštěvníků londýnského divadla. Anglický starožitník a spisovatel 17. století John Aubrey tvrdil, že Shakespeare tehdy byl venkovským učitelem. Ve 20. století byla tato teorie doplněna o domněnku, že Shakespeare mohl být zaměstnán jako učitel u Alexandra Hoghtona v hrabství Lancashire, který byl katolickým statkářem a jmenoval jistého „Williama Shakeshafte“ ve své závěti. Kromě pověstí shromážděných po dramatikově smrti není pro tyto příběhy žádný důkaz. Nadto bylo jméno „Shakeshafte“ v hrabství Lancashire celkem běžné.

### Divadelní kariéra
Není známo, kdy přesně se Shakespeare dostal do Londýna a kdy zde začala jeho divadelní kariéra. Neví se ani, kdy přesně Shakespeare začal psát, ale dobové odkazy a záznamy vystoupení ukazují, že několik jeho her bylo na londýnské scéně uváděno od roku 1592. Tehdy se objevila kritika vyslovená dramatikem Robertem Greenem, která se nachází v tiskovině vydané po Greenově smrti:
„… – je tu jedna čerstvě povýšená Vrána, ozdobená naším peřím, která si se svým tygřím srdcem skrytým v kůži herce namýšlí, že umí nadouvat blankvers stejně jako vy všichni, a jako naprostý Johannes Fac Totum se pokládá za jediného scénotřasa (shake-scene) v celé zemi.“
Literární badatelé se velmi liší v názorech, jaký je přesný smysl Greenových slov, ale většina z nich se shoduje, že Greene vyčítal Shakespearovi snahu být považován za autora stejné úrovně jako spisovatelé s univerzitním vzděláním, kterými byli například Christopher Marlowe, Thomas Nashe a sám Greene. Fráze zapsaná kurzívou (tygřím srdcem skrytým v kůži herce, v originálu Tiger's heart wrapped in a Player's hide) paroduje verš „Oh, tiger's heart wrapped in a woman's hide“ ve hře zvané The True Tragedie of Richard, Duke of York, &c., kterou Shakespeare převzal do své hry Jindřich VI., třetí část. Tato fráze, společně se slovní hříčkou „shake-scene“, je považována za důkaz, že cílem Greenových narážek byl Shakespeare.
Greenův útok je první zmínkou o Shakespearově divadelní kariéře. Životopisci se dohadují, že Shakespearova kariéra mohla začít kdykoliv od poloviny osmdesátých let 16. století do Greenovy zmínky. V letech 1593 až 1594 byla londýnská divadla zavřená kvůli epidemii moru, a tehdy Shakespeare psal poezii pod ochranou hraběte ze Southamptonu. Po epidemii se Shakespeare stal členem nové divadelní společnosti Služebníci lorda komořího (Lord Chamberlain's Men), ve které působil jako herec a dramatik. Služebníci se brzy stali předním hereckým souborem Londýna. Po smrti královny Alžběty I. roku 1603 získala tato společnost od nového krále, Stuartovce Jakuba I., privilegium a název společnosti byl změněn na Královská společnost (King's Men).

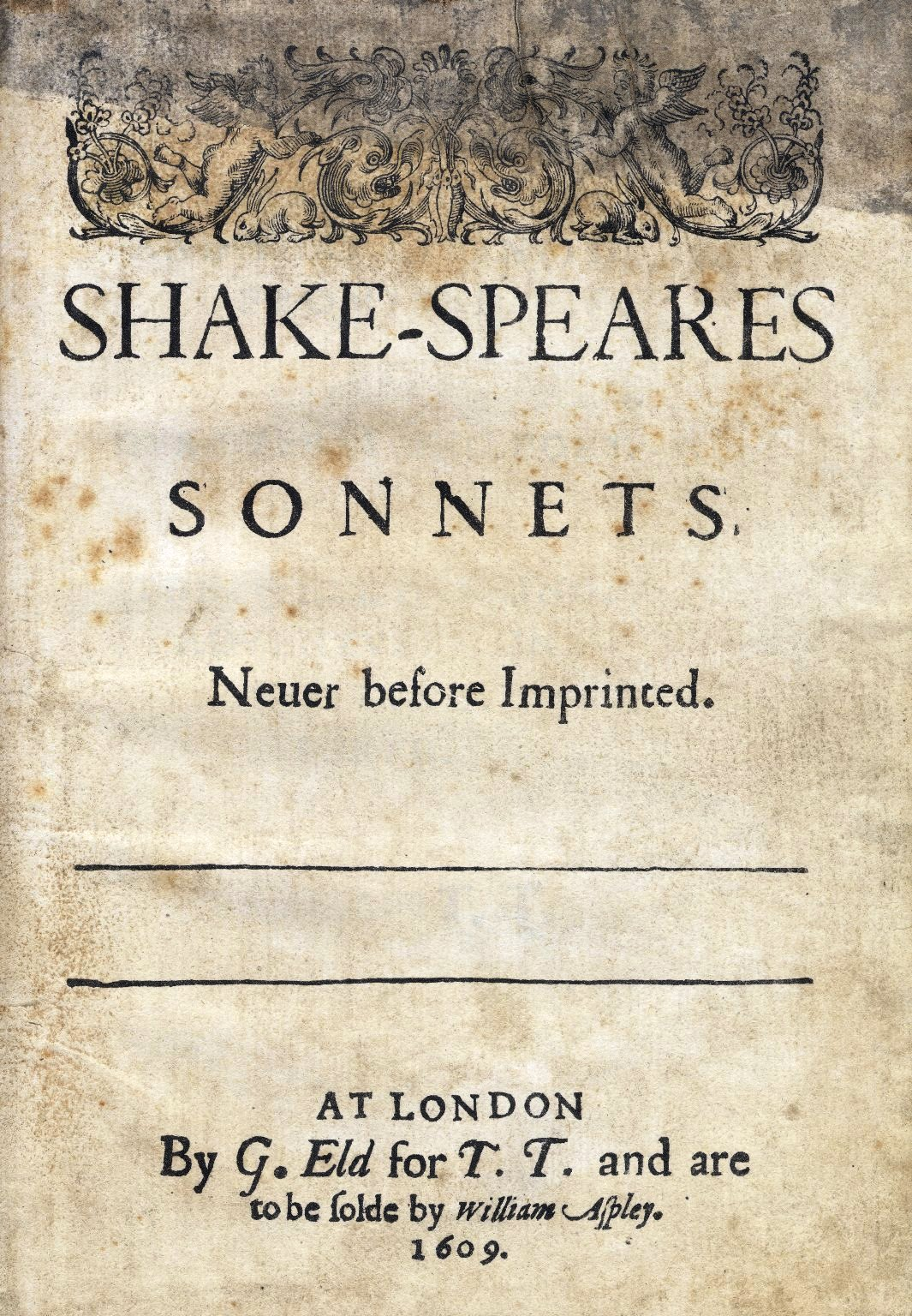
Titulní strana prvního vydání Sonetů z roku 1609

Většinu jemu připisovaných her napsal Shakespeare asi mezi lety 1590–1604. Zpočátku psal hlavně komedie, později také historické hry, což byly žánry, které Shakespeare vyzdvihl na vrchol tehdejšího umění. Od roku 1598 byly v rychlém sledu uveřejňovány v tištěné podobě převážně jeho tragédie, včetně slavných her jako Hamlet, Othello, Král Lear a Macbeth. Avšak až v roce 1623, sedm let po smrti Williama Shakespeara ze Stratfordu, vydali dva jeho divadelní přátelé s finanční a morální podporou příbuzných Edwarda de Vere, 17. hraběte z Oxfordu takzvané První folio, slavnou sbírku všech Shakespearových her, včetně zhruba 20 děl do té doby nepublikovaných.
V roce 1599 se společnost Lord Chamberlain's Men přemístila do divadla Globe a Shakespeare se stal vlastníkem jedné její desetiny. Díky tomu byl výrazně lépe zajištěn — předtím údajně dostával za hru asi 6 liber. Když roku 1613 divadlo Globe vyhořelo, přesunula se společnost do divadla Blackfriars.
Některé Shakespearovy hry byly vydány v roce 1594 v knižních edicích. Po roce 1598 jeho jméno získalo značný věhlas a začalo se objevovat na titulních stranách vydání autorových her, většinou psané jako „Shake-Speare“. Tato forma se objevila také na prvním vydání slavných Sonetů z roku 1609. Absence Shakespearova jména v seznamu účinkujících ve hře Bena Jonsona Volpone z roku 1605 je podle některých badatelů náznakem, že se tehdy již jeho herecká kariéra blížila ke konci. Ve svém úmrtním roce 1616 byl však Shakespeare jmenován v seznamu účinkujících Jonsonových her Every Man in His Humour a Sejanus, His Fall při souhrnném vydání díla tohoto dramatika. I když První folio roku 1623 jmenuje Shakespeara jako jednoho z hlavních účinkujících při představeních, byly některé ze Shakespearových her poprvé hrány až po Jonsonově dramatu Volpone. Nemůžeme tedy přesně určit, které role Shakespeare vlastně hrál. V roce 1610 John Davies z Herefordu napsal, že „dobrý Will“ hrál „královské“ role. Roku 1709 se Rowe domníval, že Shakespeare hrál ducha Hamletova otce v dramatu Hamlet. Podle pozdějšího názoru hrál také Adama ve hře Jak se vám líbí. Badatelé mají určité pochyby o správnosti těchto informací.
Shakespeare během své kariéry pobýval v Londýně a ve Stratfordu. Roku 1596, tedy rok před tím, než koupil New Place, nový domov pro svou rodinu ve Stratfordu, žil Shakespeare ve farnosti Svaté Heleny v ulici Bishopsgate, severně od Temže. Roku 1599 se přestěhoval na druhý břeh řeky do Southwarku. Tehdy jeho společnost postavila divadlo Globe. Roku 1604 se přestěhoval nazpět na severní břeh řeky. Tam si pronajal byt od francouzského hugenota jménem Christopher Mountjoy, který byl výrobcem dámských paruk a jiných pokrývek hlavy.
Podle Shakespearových nákupů a investic můžeme usoudit, že se z něj stal vcelku bohatý muž. Již v roce 1597 koupil druhý největší dům ve Stratfordu zvaný New Place a z roku 1613 se dochovala smlouva s jeho podpisem na koupi domu v londýnském předměstí Blackfriars. Shakespearova dramatická tvorba však skončila kolem roku 1613 a on se vrátil za manželkou a dcerami do svého rodného městečka, kde zůstal až do smrti.

### Poslední roky a smrt
Poslední tři hry Shakespeare nenapsal sám, spolupracoval na nich pravděpodobně s Johnem Fletcherem. Asi už v roce 1613 se vrátil do svého rodného městečka. Nicholas Rowe byl první životopisec, který uvedl, že Shakespeare několik let před svou smrtí odešel zpět do Stratfordu. Nicméně Shakespeare nadále sporadicky navštěvoval Londýn. V dubnu 1613 koupil strážní domek v Blackfriarském převorství a v listopadu 1614 byl několik týdnů v Londýně se svým zetěm Johnem Hallem.

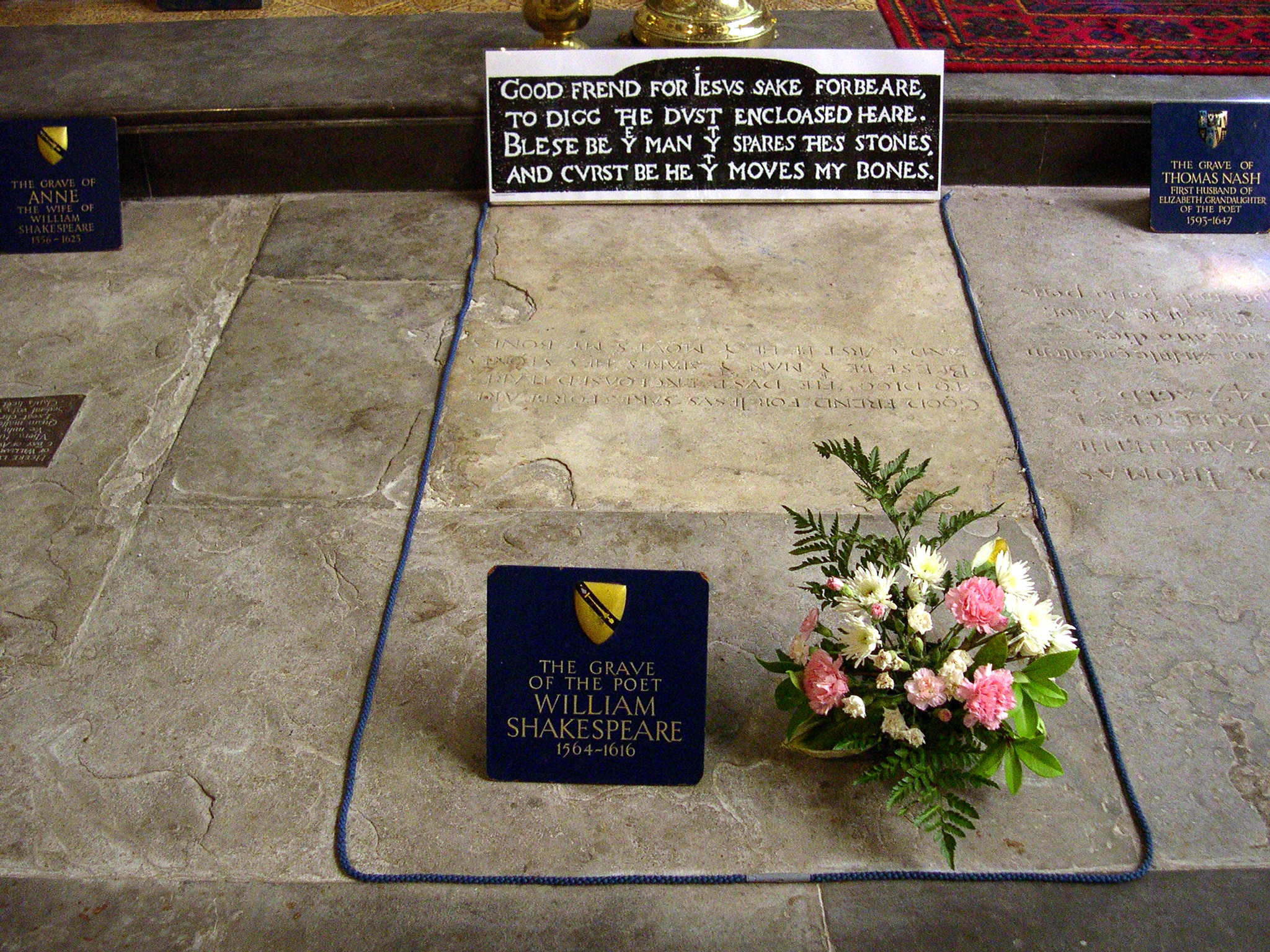
Shakespearův hrob

Je známo, že Shakespearova starší dcera Susanna se v roce 1607 provdala za lékaře Johna Halla. Mladší dcera Judith se dva měsíce před Shakespearovou smrtí vdala za Thomase Quineyho, obchodníka s vínem.
Shakespeare zemřel 23. dubna 1616. Ve své poslední vůli zanechal své starší dceři Susanně značné množství majetku. Podmínkou bylo, aby jej předala nedotčený svému prvnímu synovi. Shakespearova manželka, v literatuře většinou zvaná Anne Hathawayová, je v jeho dochované závěti zmíněna jen jako dědička „druhé nejlepší postele“. Manželé Hallovi měli jen jedno dítě, dceru Alžbětu, která se dvakrát provdala, ale zemřela bezdětná v roce 1670. Quineyovi měli tři děti, ale všechny zemřely bez potomků. Tak v roce 1670 Shakespearův rod zanikl.
Shakespeare byl pohřben před oltářem v kostele Nejsvětější Trojice ve Stratfordu dva dny po smrti. Možná již před rokem 1623 byl zřízen jeho památník, na kterém byl Shakespeare pravděpodobně až později vyobrazen, jak píše. Plaketa na něm jej srovnává s postavou řecké mytologie Nestorem, filozofem Sokratem a básníkem Vergiliem, tedy se žádným tehdy známým slavným dramatikem. Shakespearovi je věnováno mnoho jiných památníků po celém světě.

## Hry
Většina dramatiků tohoto období v určitém okamžiku své tvorby spolupracovala s jinými a kritici se shodují, že Shakespeare dělal totéž, a to zpravidla na začátku a na konci své kariéry. Některé přípisy, jako je Titus Andronicus a rané historické hry, zůstávají kontroverzní, zatímco Dva vznešení příbuzní a ztracený Cardenio mají dobře doloženou soudobou dokumentaci. Textový rozbor rovněž podporuje názor, že několik her bylo později revidováno jinými spisovateli.

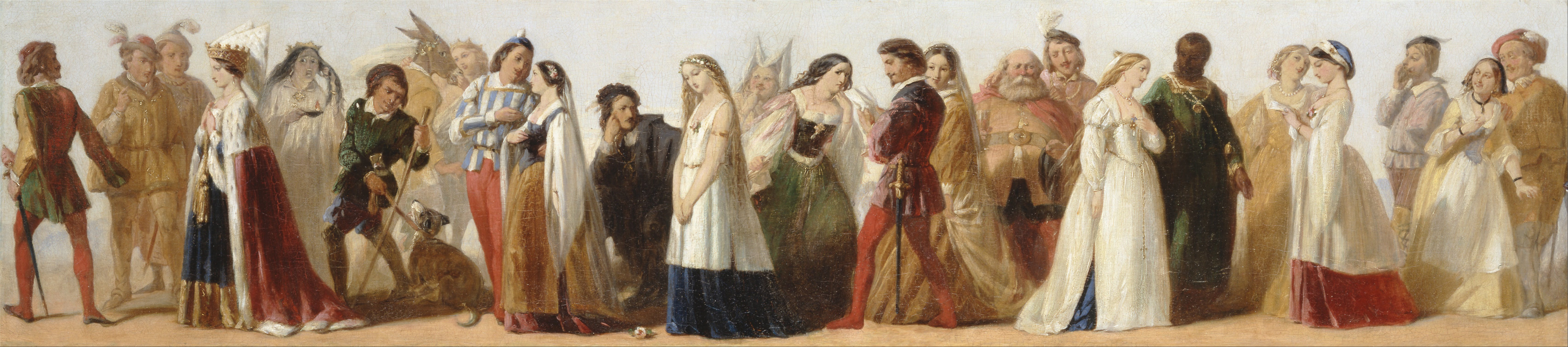
Procesí postav z Shakespearových her od neznámého autora

Nejstarší dochovaná Shakespearova díla jsou Richard III. a tři díly Jindřicha VI., napsané na počátku 90. let 16. století v době módy historických dramat. Shakespearovy hry je sice obtížné datovat, ale studie textů naznačují, že Titus Andronicus, Komedie omylů, Zkrocení zlé ženy a Dva šlechtici z Verony také mohou patřit k nejranějšímu Shakespearovu období. Jeho první historické hry, které silně těží z publikace Kronika Anglie, Skotska a Irska Raphaela Holinsheda z roku 1587, dramatizují destruktivní následky slabé či zkorumpované vlády a byly později interpretovány jako ospravedlnění pro nástup dynastie Tudorovců, kteří však s tímto nesouhlasili. V raných hrách byl Shakespeare ovlivněn pracemi jiných alžbětinských dramatiků, zejména Thomase Kyda a Christophera Marlowa, tradicemi středověkého dramatu a Senecovými hrami. Komedie omylů také vychází z klasických modelů, ale např. nebyl nalezen žádný zdroj pro Zkrocení zlé ženy, ačkoli ta souvisí s jinou hrou stejného jména a může pocházet ze lidového příběhu. Stejně jako Dva šlechtici z Verony, v nichž se objevují dva kamarádi schvalující znásilnění a jiné násilné praktiky k ženám, tak i Zkrocení zlé ženy je příběh o zkrocení ženy nezávislého ducha mužem, což někdy trápí moderní kritiky a režiséry.

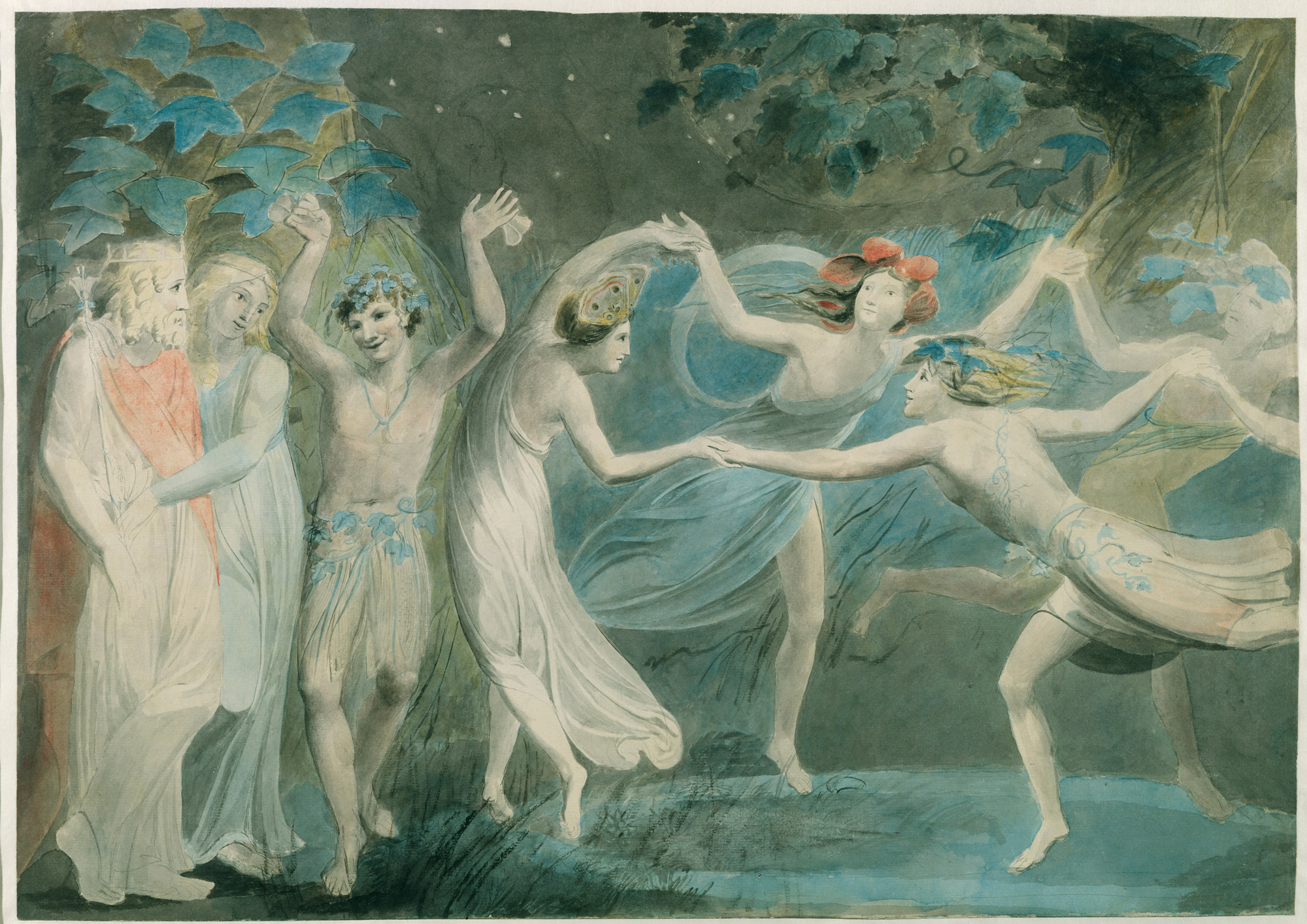
Oberon, Titania a Puk s tančícími vílami. William Blake, asi 1786, Tate Britain

Shakespearovy časné klasické a italské komedie, které obsahují dvojité zápletky, známé jako typická shakespearovská zápletka a přesné komické sekvence, ustupují v polovině 90. let 16. století romantické atmosféře jeho nejuznávanějších komedií. Sen noci svatojánské je vtipná směs romantiky, pohádkové magie a komických scén z podsvětí. Shakespearova další, neméně romantická komedie Kupec benátský obsahuje ztvárnění pomstychtivého židovského lichváře Shylocka, které odráží alžbětinský pohled na Židy, ale modernímu publiku se může zdát urážlivé. Vtipy a slovní hříčky z Mnoho povyku pro nic, okouzlující venkovské prostředí Jak se vám líbí a živé veselí z Večera tříkrálového dovršuje sled Shakespearových velkých komedií. Po lyrickém Richardu II., napsaném téměř úplně ve verších, Shakespeare v historických hrách pozdních 90. let 16. století představil komediální prózu. Jde o díla Jindřich IV., část 1, část 2 a Jindřich V.. Jeho postavy jsou stále složitější a citlivější, když obratně přepíná mezi komickými a vážnými scénami, mezi prózou a poezií, a dosahuje tím příběhové rozmanitosti vyzrálého díla. Toto období začíná a končí dvěma tragédiemi. Romeo a Julie je slavná romantická tragédie sexualitou nabitého dospívání, lásky a smrti. Julius Caesar – založený na překladu Plutarchových Životopisů slavných Řeků a Římanů Thomasem Northem z roku 1579 – zavádí nový druh dramatu. Podle shakespearovského vědce Jamese Shapira v Juliu Caesarovi „různé prvky politiky, charaktery, niternosti, tehdejší událostí, dokonce i Shakespearovy vlastní reflexe o aktu psaní, se začaly navzájem prostupovat“.

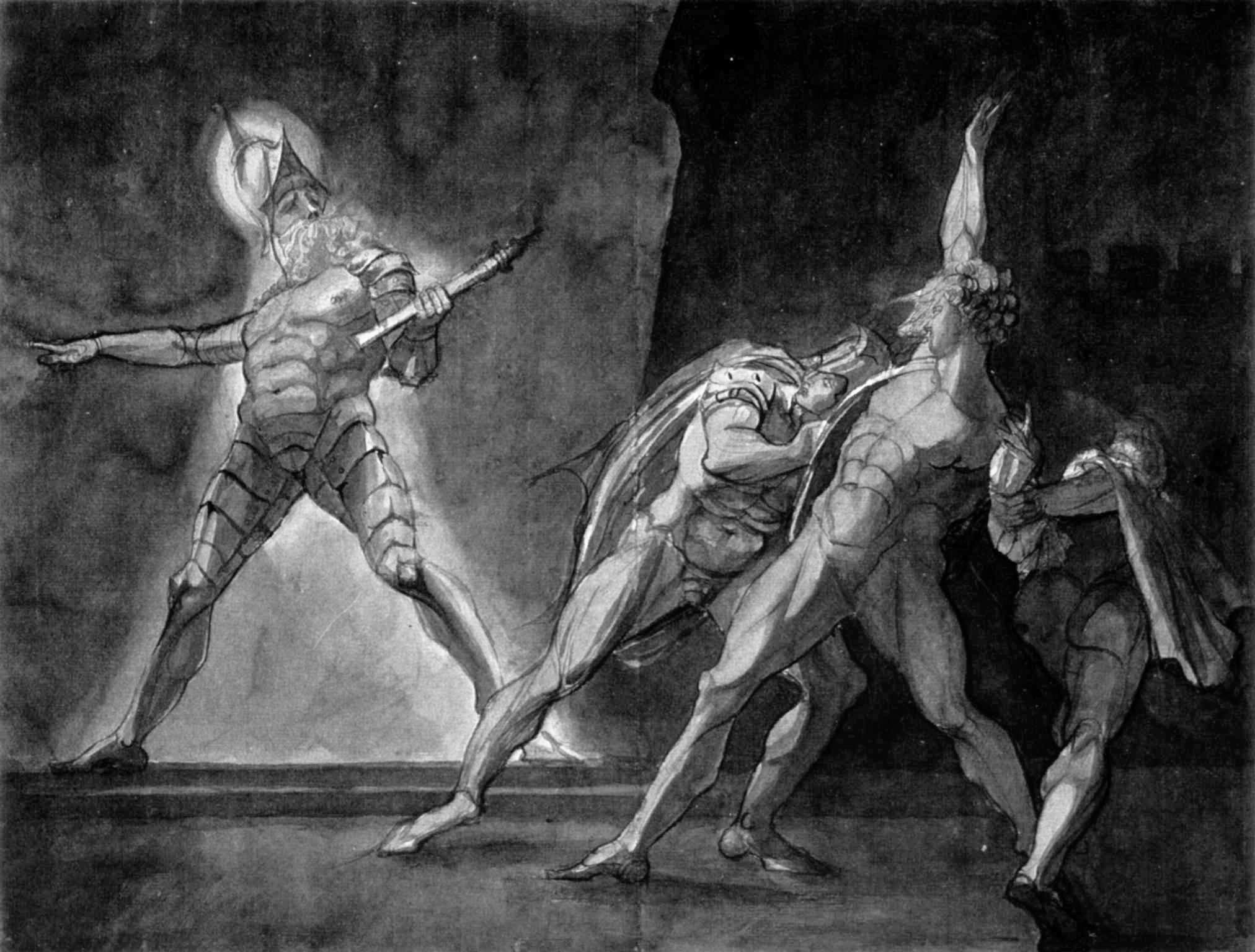
Hamlet, Horatio, Marcellus a duch Hamletova otce. Henry Fuseli, 1780–5, Kunsthaus Zürich

Počátkem 17. století Shakespeare napsal takzvané „problémové hry“ Něco za něco, Troilus a Kressida, Dobrý konec vše napraví a také několik svých nejznámějších tragédií. Mnoho kritiků věří, že Shakespearovy největší tragédie reprezentují vrchol jeho umění. Titulní hrdina jedné z Shakespearových nejznámějších tragédií, Hamlet, je pravděpodobně diskutován více než kterákoliv jiná Shakespearova postava, a to zejména pro jeho slavný monolog, který začíná „Být či nebýt, to je otázka“. Na rozdíl od introvertního Hamleta, jehož fatální chybou je váhání, hrdinové tragédií, které následovaly, Othello a král Lear, jsou zničeni ukvapenými chybami v úsudku. Děj Shakespearových tragédií často závisí na fatálních chybách či nedostatcích, které převrátí řád a zničí hrdinu a ty, které miluje. V Othellovi darebák Jago podněcuje Othellovu žárlivost až do bodu, kdy zavraždí nevinnou ženu, která ho miluje. V Králi Learovi se starý král dopouští tragické chyby tím, že se vzdá svých pravomocí, a uvede tak do pohybu sled událostí, který vede k mučení a oslepení hraběte z Gloucesteru a k vraždě Learovy nejmladší dcery Cordelie. Podle kritika Franka Kermoda „hra nemá kladné postavy ani nenabízí publiku jakoukoliv úlevu od své krutosti“. V Macbethovi, nejkratší a nejzhuštěnější Shakespearově tragédií, nezřízená ctižádost dovede Macbetha a jeho manželku, lady Macbeth, k vraždě právoplatného krále. Trůn uchvátí do té doby, než je zničí na oplátku jejich vlastní vina. V této hře Shakespeare přidává ke tragické struktuře nadpřirozený prvek. Jeho poslední velké tragédie Antonius a Kleopatra a Coriolanus obsahují některé z jeho nejlepších veršů. Básník a kritik T. S. Eliot je považuje za Shakespearovy nejvydařenější tragédie.
Ve svém posledním období se Shakespeare vrátil k romantice a tragikomediím a dokončil tři další velké hry, Cymbelína, Zimní pohádku a Bouři, a ve spolupráci pak ještě Perikla. Tyto čtyři hry mají sice vážnější tón než komedie z 90. let, ale i ony skončí usmířením a odpuštěním potenciálně tragických pochybení. Někteří kritikové viděli v této změně nálad důkaz klidnějšího pohledu na život ze strany Shakespeara, ale může jít pouze o odraz tehdejší divadelní módy. Shakespeare spolupracoval na dvou dalších dochovaných hrách, Jindřichovi VIII. a Dvou vznešených příbuzných, pravděpodobně s Johnem Fletcherem.

### Uvádění her
Není jasné, pro které společnosti Shakespeare napsal své rané hry. Titulní strana vydání Tita Andronica z roku 1594 odhaluje, že hra byla provedena třemi různými hereckými společnostmi. Od morové epidemie v letech 1592–3 byly Shakespearovy hry prováděny jeho vlastní společností v divadle The Theatre a v dalším divadle Curtain ve čtvrti Shoreditch, ležící severně od Temže. Když se společnost ocitla ve sporu s majitelem pozemků, strhla budovu The Theatre a použila trámy na výstavbu Divadla Globe. Šlo o první divadelní budovu postavenou herci pro herce; stála na jižním břehu řeky Temže ve čtvrti Southwark. Divadlo Globe bylo otevřeno na podzim roku 1599, Julius Caesar byl jednou z prvních her zde uvedených. Většina Shakespearových největších her napsaných po roce 1599 včetně Hamleta, Othella a Krále Leara byla určena pro Globe.

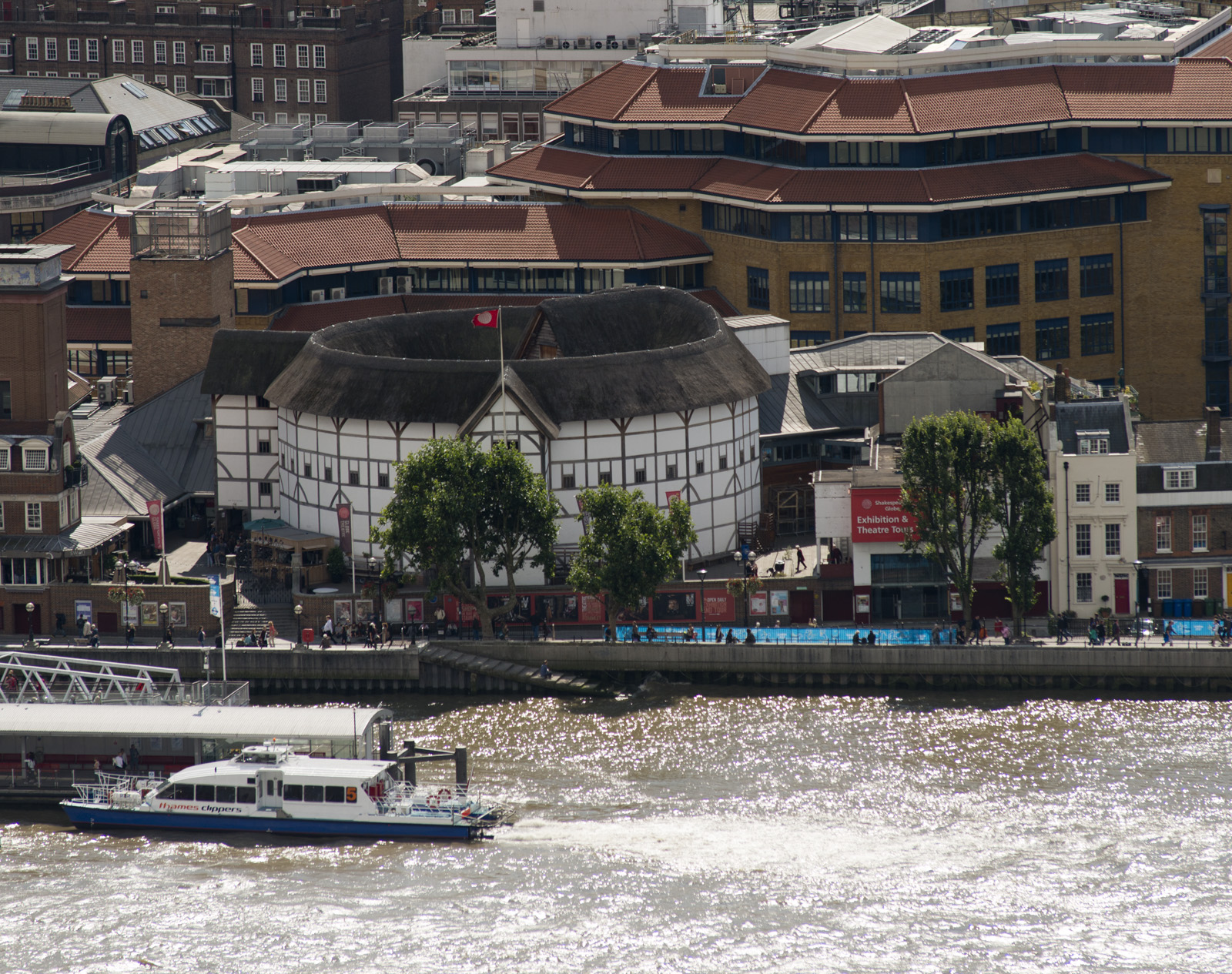
Replika divadla Globe

Po tom, co divadelní společnost Služebníci lorda komořího byla v roce 1603 přejmenována na Královskou společnost, vstoupila do zvláštního vztahu s novým králem Jakubem I. Stuartem. Ačkoli záznamy provedení jsou nejednotné, Královská společnost předvedla na jevišti v období od 1. listopadu 1604 do 31. října 1605 sedm Shakespearových her včetně dvou představení Kupce benátského. Po roce 1608 hrála během zimy v krytém divadle Blackfriars a v Globe v letním období. Vnitřní vybavení v souběhu s jakubovskou módou bohatých divadelních masek, dovolovalo Shakespearovi zavést propracovanější jevištní zařízení. Například v Cymbelínovi Jupiter sestupuje „v hromy a blesky, sedíce na orlu: on svrhne blesk. Duchové padnou na kolena.“
Mezi slavné herce Shakespearovy společnosti patřili Richard Burbage, William Kempe, Henry Condell a John Heminges. Burbage hrál hlavní roli v prvních představeních mnoha Shakespearových her včetně Richarda III., Hamleta, Othella a Krále Leara. Populární komik Will Kempe hrál služebníka Petra v Romeovi a Julii a Dogberry hrál kromě dalších postav v Mnoho povyku pro nic. Byl nahrazen kolem roku 1600 Robertem Arminem, který hrál role jako např. Touchstona v Jak se vám líbí a šaška v Králi Learovi. V roce 1613 spisovatel a diplomat Henry Wotton zaznamenal, že Jindřich VIII. „byl uveden s mnoha mimořádnými okolnostmi, okázalostí a obřadností“. Dne 29. června 1613 však výstřel z děla použitého při představení zapálil doškovou střechu divadla Globe, a to do základů vyhořelo. Jde o událost, která určuje datum uvádění této Shakespearovy hry s vzácnou přesností.

### Prameny textů

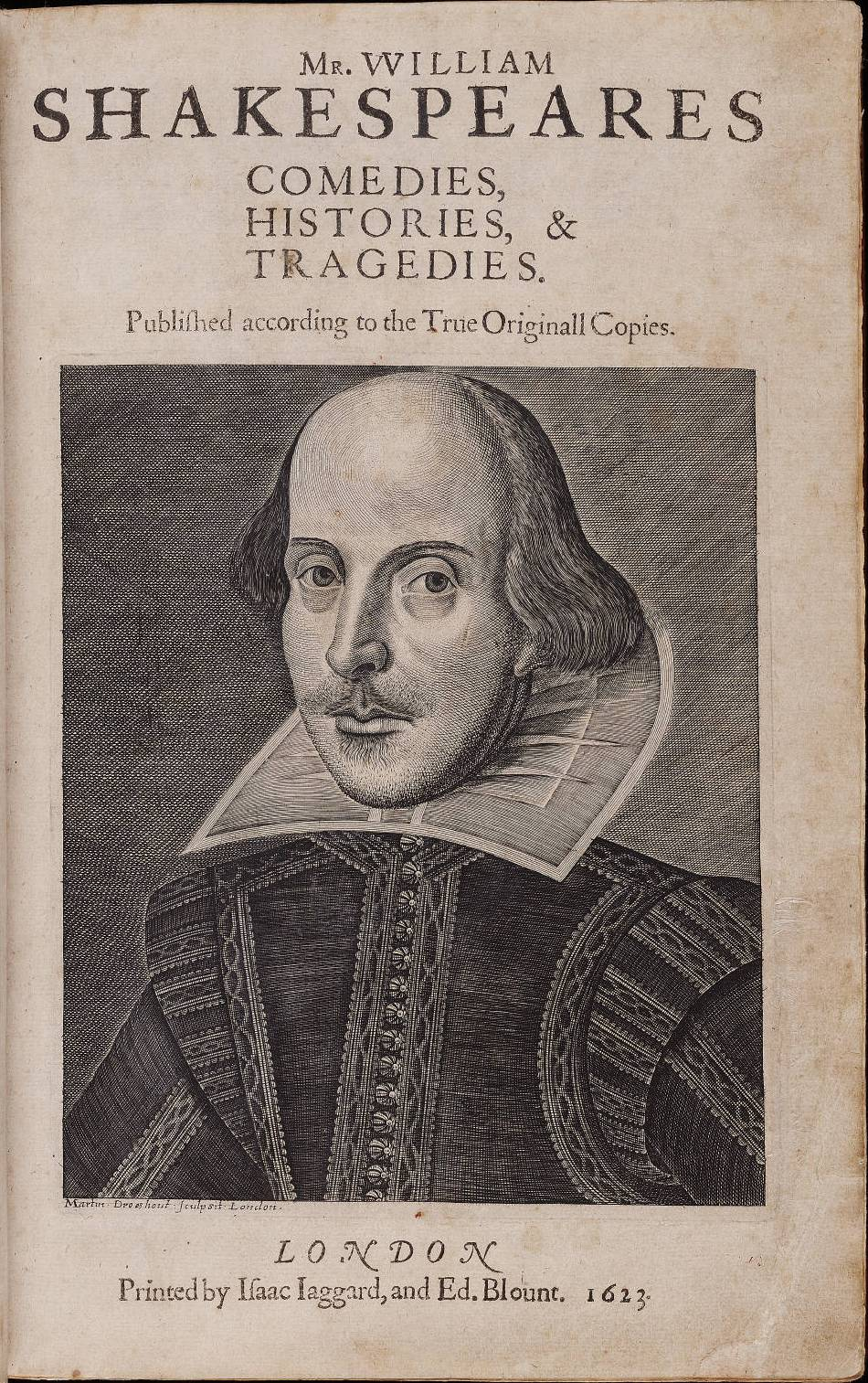
Titulní strana Prvního folia, 1623. Mědirytina zobrazující Shakespeara od Martina Droeshouta

V roce 1623 John Heminges a Henry Condell, dva Shakespearovi přátelé z Královské společnosti, publikovali tzv. První folio, sebrané vydání Shakespearových her. To obsahovalo 36 textů, včetně 18 vytištěných úplně poprvé. Mnohé z těchto her se už předtím objevily v kvartových verzích (formát velikosti cca A4) – chatrné knihy vyrobené z listů papíru skládaného dvakrát tak, aby vznikly čtyři listy. Žádné důkazy nenaznačují, že Shakespeare schválil tyto edice, které První folio kvalifikuje jako „ukradené a skryté tisky“. Anglický bibliograf Alfred Pollard nazval některé z těchto vydání před rokem 1623 „špatná kvarta“ kvůli jejich upraveným, parafrázovaným nebo poškozeným textům, které mohly být na řadě míst rekonstruovány z paměti. Kde se dochovalo několik verzí hry, tak se liší jedna od druhé. Rozdíly mohou plynout z chyb přebíraných při kopírování z poznámek herců nebo členů publika či ze Shakespearových vlastních pracovních poznámek. V některých případech, například v Hamletovi, Troilovi a Kressidě a Othellovi, Shakespeare mohl mezi kvartovým a foliovým vydáním změnit znění. Avšak v případě Krále Leara, u kterého většina moderních vydání odpovídá foliové verzí z roku 1623, jeho odlišnost od kvartového vydání z roku 1608 způsobila, že ve známém Oxfordském vydání byly otištěny obě verze s argumentem, že nemohou být beze zmatku sjednoceny.

## Básně
V letech 1593 a 1594, kdy byla divadla kvůli moru uzavřena, Shakespeare publikoval dvě narativní básně s erotickou tematikou, Venuše a Adonis a Znásilnění Lukrécie. Věnoval je Henrymu Wriothesleymu, hraběti ze Southamptonu. Ve Venuši a Adonisovi nevinný Adonis odmítá sexuální návrhy Venuše, zatímco ve Znásilnění Lukrecie je ctnostná žena Lukrecie znásilněna chlípným Tarquinem. Básně ovlivněné Ovidiovými Proměnami ukazují vinu a morální zmatek, který vyplývá z nekontrolovaného chtíče. Obě se staly populárními a byly v průběhu Shakespearova života často přetiskovány. Třetí narativní báseň Milenčin nářek, ve které si mladá žena stěžuje na své svedení přesvědčivým nápadníkem, byla vytištěna v prvním vydání Sonetů z roku 1609. Většina vědců už nyní připouští, že Shakespeare je autor Milenčina nářku. Kritici se domnívají, že dobré vlastnosti básně jsou pokaženy nudnými efekty. Báseň Fénix a hrdlička, kterou vytiskl Robert Chester v roce 1601 v díle Love's Martyr, oplakává smrt legendárního Fénixe a jeho milenky, věrné hrdličky. V roce 1599 se dvě rané verze sonetů 138 a 144 objevily ve Vášnivém poutníku, publikovaným pod Shakespearovým jménem, ale bez jeho svolení.

### Sonety

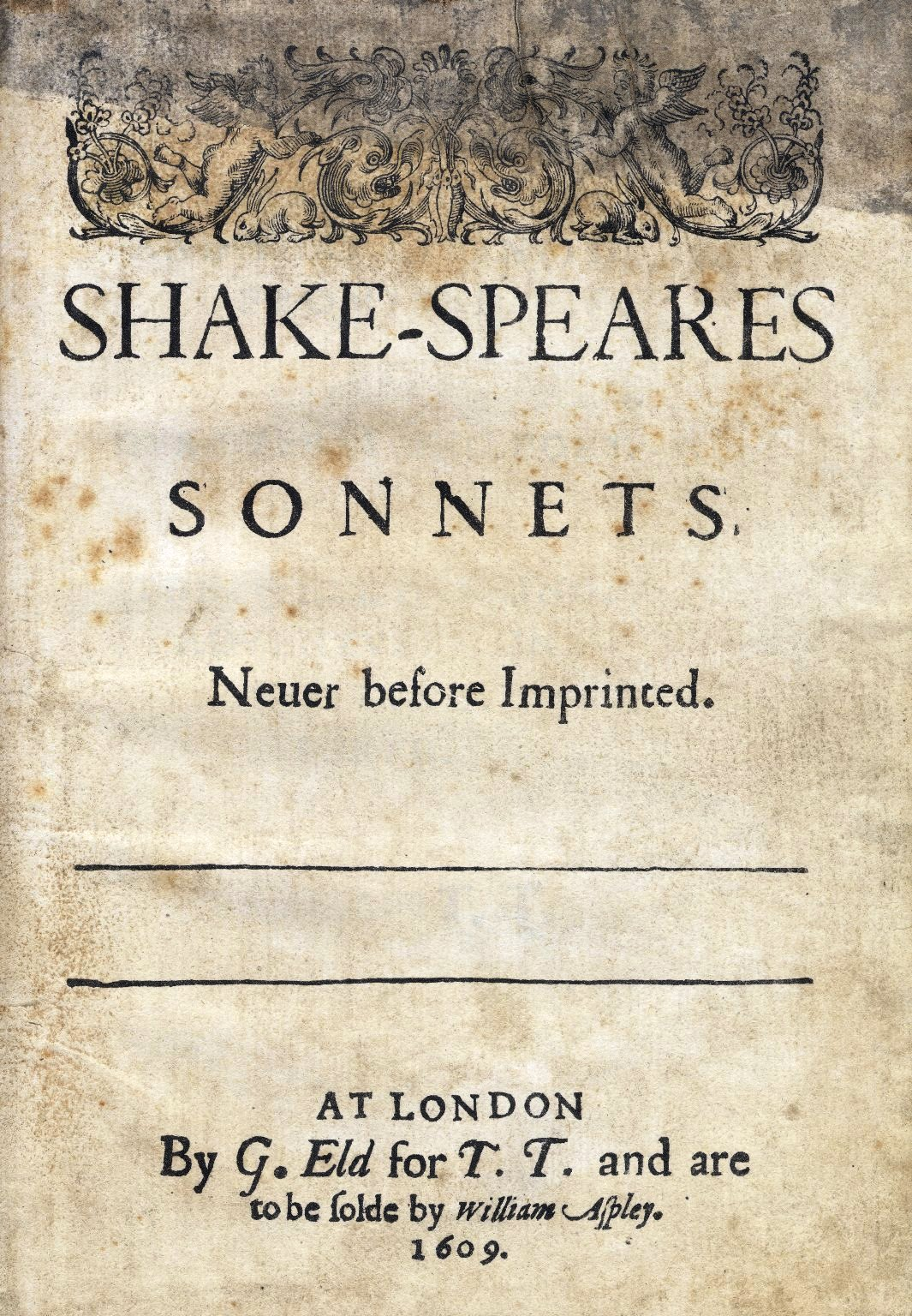
Titulní strana vydání Shakespearových Sonetů z roku 1609

Sonety, které vyšly v roce 1609, byly posledním Shakespearovým nedramatickým dílem, které bylo vytištěno. Učenci si nejsou jisti, kdy byl každý z 154 sonetů složen, důkazy ale naznačují, že Shakespeare psal sonety po celou svou kariéru pro soukromého čtenáře. Ještě předtím, než se dva neautorizované sonety objevily ve Vášnivém poutníku v roce 1599, Francis Meres odkazoval v roce 1598 mezi svými soukromými přáteli na „Shakespearovy sladké sonety“. Několik analytiků se domnívá, že publikování sbírky následuje takto určenou Shakespearovu posloupnost. Zdá se, že byly plánovány dvě kontrastní série: jedna o nekontrolovatelné touze po vdané ženě tmavé pleti („temná dáma“), a jedna o konfliktní lásce ke krásnému mladému muži („krásný mladík“). Zůstává nejasné, zda tyto figury představují skutečné jedince, i zda autorské „já“, kterými je oslovuje, představuje Shakespeara samotného, i když básník Wordsworth věří, že si sonety „Shakespeare odemkl své srdce“.
Vydání z roku 1609 bylo věnováno „panu W. H.“, uváděnému jako „jediný původce“ básní. Není známo, zda to napsal Shakespeare sám anebo vydavatel, Thomas Thorpe, jehož iniciály se objevují v zápatí stránky s věnováním; ani není navzdory četným teoriím známo, kdo pan W. H. byl nebo zda Shakespeare dokonce autorizoval publikaci. Kritici Sonety chválí jako hluboké meditace o povaze lásky, sexuální vášně, plození, smrti a času.

## Styl
První Shakespearovy hry byly psány v tehdejším tradičním stylu, ve stylizovaném jazyce, který ne vždy přirozeně vyvěrá z potřeb postav či dramatu. Poezie je závislá na dosti dlouhých, někdy komplikovaných metaforách a přirovnáních a jazyk je často rétorický, napsaný pro herce, aby spíše deklamovali, než mluvili. Například nabubřelé projevy v Titovi Andronicovi z pohledů některých kritiků často jen zpomalují děj a verše ve Dvou šlechticích z Verony jsou popisovány jako strnulé.
Brzy si však začal Shakespeare tradiční styl přizpůsobovat pro své vlastní účely. Úvodní monolog Richarda III. má své kořeny ve vlastním prohlášení Neřesti ve středověkém dramatu. Ve stejné době Richardovo sugestivní sebeuvědomění už připomíná monology zralých Shakespearových her. Žádná jednotlivá hra nepředstavuje změnu od tradičního k volnějšímu stylu. Shakespeare během celé své kariéry tyto dva styly propojoval, přičemž Romeo a Julie je snad nejlepším příkladem tohoto přístupu. V době vytvoření Romea a Julie, Richarda II. a Snu noci svatojánské v polovině 90. let 16. století začal psát Shakespeare přirozenějším jazykem. Metafory a obrazy ve zvýšené míře obrátil k potřebám samotného dramatu.

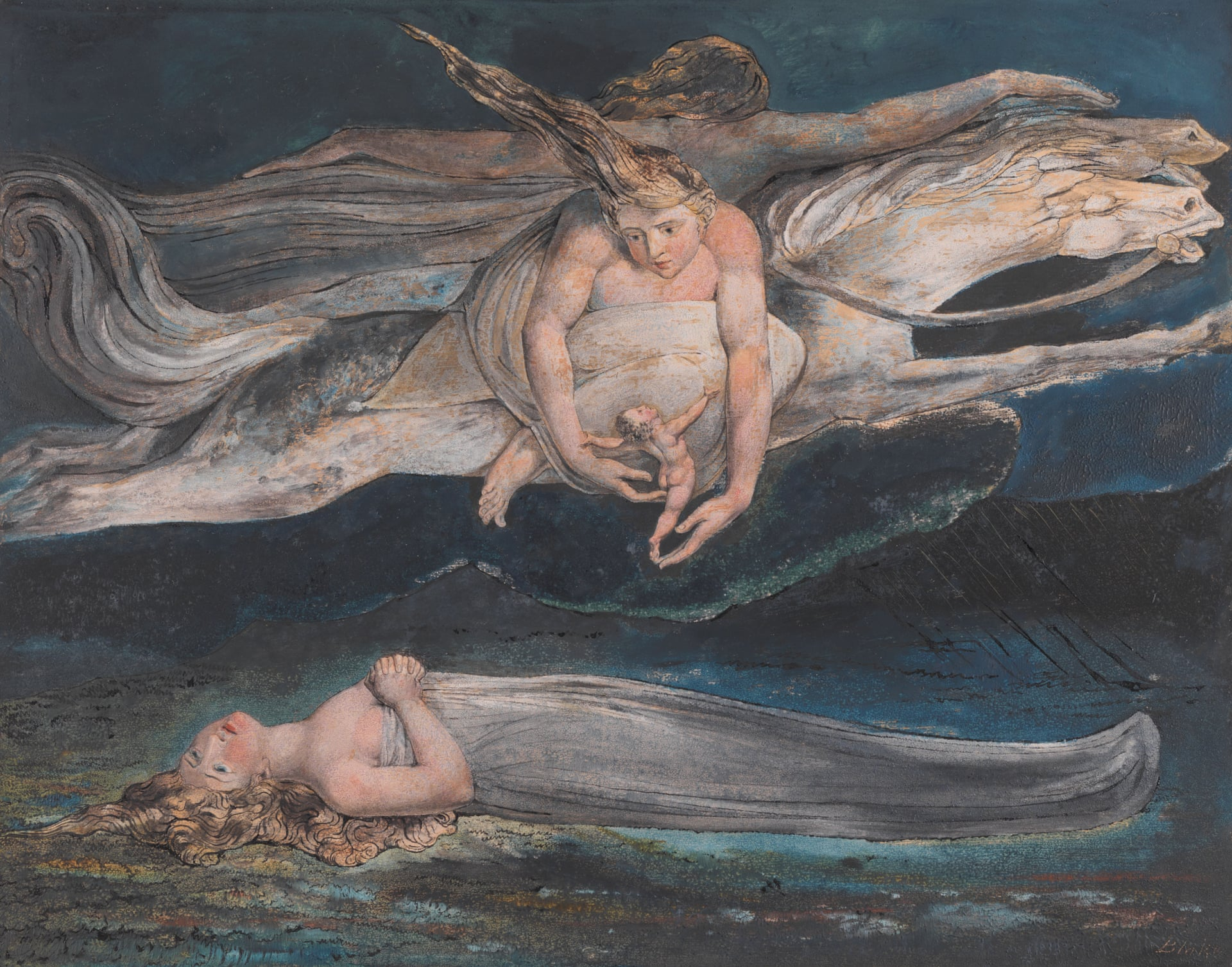
Obraz Pity od Williama Blake, 1795, Tate Britain, je znázornění dvou podobenství v Macbethovi:
„a žel jak nahé novorozeně
na vichru jedoucí, neb jako cherub
na vzdušných ořích neviditelných“, překlad J. V. Sládek

Standardní básnickou formou Shakespeara byl blankvers, složený v jambickém pětistopém verši. V praxi to znamenalo, že verše byly obvykle bez rýmu a verš tvořilo deset slabik, přednášených s důrazem na každé druhé slabice. Blankvers raných her je dost odlišný od těch pozdějších. Je často krásný, ale věty tíhnou k začátku, pozastavení a ukončení na konci verše s rizikem jednotvárnosti. Poté, co Shakespeare zvládl tradiční blankvers, jej začal narušovat a měnit jeho průběh. Tato technika ve hrách jako jsou Julius Caesar a Hamlet uvolnila novou sílu a pružnost poezie. Shakespeare ji používá například, aby zprostředkoval zmatek v Hamletově mysli:.
| „                                                | Sir, in my heart there was a kind of fighting That would not let me sleep. Methought I lay Worse than the mutines in the bilboes. Rashly— And prais'd be rashness for it—let us know Our indiscretion sometimes serves us well ... | V mém srdci vřel mi rozpor nějaký, jenž spát mi nedal; hůře bylo mi tak ležet nežli v poutech buřiči. Tu náhle vstal jsem, –dík té náhlosti! neb věř, že naše nerozvážlivost nám časem velmi dobře poslouží ... | “ |
| — Shakespeare, Hamlet, 5. jednání, 2. scéna, 4–8 | | |   |

Po Hamletovi Shakespeare svůj poetický styl dále měnil, a to zejména v emocionálnějších pasážích pozdních tragédií. Literární kritik A. C. Bradley popsal tento styl jako „více koncentrovaný, rychlý, pestrý a ve stavbě méně pravidelný, nezřídka kroucený nebo náznakový“. V posledním období své kariéry používal Shakespeare mnoho technik, aby dosáhl tohoto stylu. Ty zahrnují neúplné syntaxe na konci věty, nepravidelné pauzy a ukončení a extrémní kolísání větné struktury a délky. V Macbethovi například jazyk přeskakuje z jedné nepříbuzné metafory či přirovnání k druhé: „was the hope drunk/ Wherein you dressed yourself?“ (1.7.35-38) – česky „A což ta naděj byla opilou, již oblékl jsi dřív?“; „… pity, like a naked new-born babe/ Striding the blast, or heaven's cherubim, hors'd/ Upon the sightless couriers of the air …“(1.7.21-25) – česky „… a žel jak nahé novorozeně na vichru jedoucí, neb jak cherub na vzdušných ořích neviditelných ten hrůzný čin v zrak každý zadují… “. Posluchač je vyzván, aby si sám dokončil smysl. V pozdních romancích (tragikomediích), kde pracuje s posuny v čase a překvapivými obraty zápletek, se inspiroval nejnovějším poetickým stylem, ve kterém jsou dlouhé a krátké věty postaveny proti sobě, věty jsou nakupeny, přehazuje se předmět a podmět a slova jsou vynechávána. Tím je vytvářen efekt spontánnosti.
Shakespeare v sobě kombinoval básnického génia a praktický smysl pro divadlo. Jako všichni autoři divadelních her své doby dramatizoval příběhy ze zdrojů, jako byl historik Plútarchos nebo soudobý anglický kronikář Raphael Holinshed. Přetvořil každou zápletku s cílem vytvořit několik center zájmu a ukázat obecenstvu co nejvíce různých fazet příběhu. Takto pevná konstrukce zajišťuje, že Shakespearova hra může přežít překlad, rozřezání i širokou interpretaci bez ztráty své základní dramatičnosti. Jak Shakespearovo mistrovství rostlo, dával svým postavám jasnější a pestřejší motivaci a charakteristické vzorce projevu. Nicméně i v pozdějších hrách zachoval ohled na svůj dřívější styl. Ve svých pozdních romancích se Shakespeare asi záměrně vrátil ke strojenějšímu stylu, aby zdůraznil iluzi divadla.

## Vliv

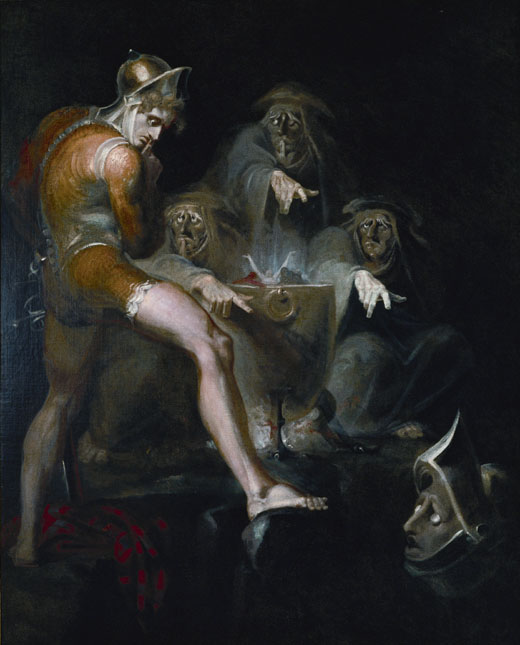
Macbeth naslouchá zjevení obrněné hlavy. Henry Fuseli, 1793–94. Folger Shakespeare Library, Washington

Shakespearovo dílo mělo trvalý vliv na pozdější divadlo a literaturu. Obzvláště rozšířil dramatický potenciál popisu postav, zápletek, jazyka a žánru. Například až do Romea a Julie milostný poměr a romance nebyla vnímána jako téma hodné pro tragédii. Monology byly používány hlavně proto, aby zprostředkovaly informace o postavách nebo o událostech; ale až Shakespeare je používal proto, aby prozkoumal mysl svých postav. Jeho dílo silně ovlivnilo pozdější poezii. Romantičtí básníci se pokusili oživit shakespearovské veršované drama, i když s malým úspěchem. Kritik George Steiner popsal všechna anglická veršovaná dramata od Coleridge po Tennysona jako „slabé variace na shakespearovské motivy.“
Shakespeare ovlivnil takové romanopisce jakými byli Thomas Hardy, William Faulkner a Charles Dickens. Monology amerického spisovatele Hermana Melvilleho jsou silně inspirovány Shakespearem; jeho kapitán Achab v Bílé velrybě je klasickým tragickým hrdinou podle vzoru Krále Leara. Vědci identifikovali 20 000 hudebních děl spojených se Shakespearovými díly. Patří mezi ně dvě i opery Giuseppe Verdiho Otello a Falstaff, jejichž kvalita vydrží srovnání s předlohami. Shakespeare také inspiroval mnoho malířů včetně romantiků a prerafaelitů. Švýcarský romantický umělec Henry Fuseli, přítel Williama Blakea, přeložil Macbetha do němčiny. Psychoanalýza Sigmunda Freuda čerpala ze shakespearovské psychologie, zejména z Hamleta, teorii lidské povahy.
V Shakespearově době anglická gramatika, pravopis a výslovnost byly méně standardizovány než nyní a básníkovo použití jazyka pomohlo utvářet moderní angličtinu. Samuel Johnson ve svém Slovníku anglického jazyka, první seriózní práci svého druhu z roku 1755, citoval Shakespeara častěji než kteréhokoli jiného autora. Výrazy jako „with bated breath“ (se zatajeným dechem) (Kupec benátský) a „foregone conclusion“ (předem učiněný závěr) (Othello) si našly cestu do každodenní angličtiny.

## Kritické hodnocení

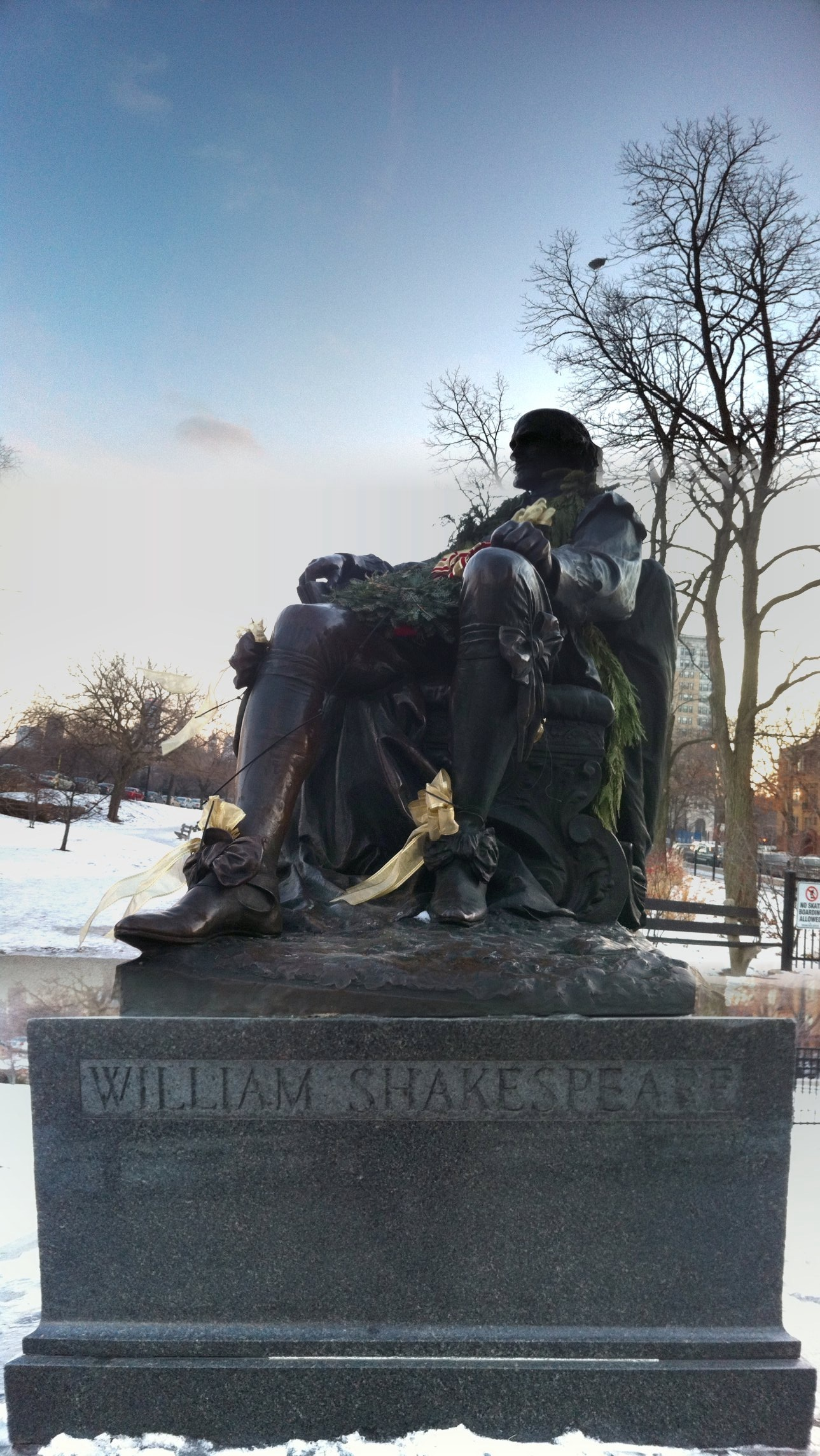
Socha Williama Shakespeara v Lincolnově parku v Chicagu (Spojené státy)

| "He was not of an age, but for all time." (Nebyl jen pro tento čas, ale navěky.) |
| Ben Jonson                                                                       |

Shakespeare nebyl během svého života ještě uctíván, ale dostalo se mu již řady uznání. V roce 1598 ho anglikánský kněz a spisovatel Francis Meres vyčlenil ze skupiny anglických spisovatelů jako „nejskvělejšího“ i v komediích a tragédiích. Autoři tzv. „Parnaských her“ (Parnassus plays), uváděných v Cambridgi na univerzitní koleji St John College stavěli Shakespeara do jedné řady s básníky Geoffreym Chaucerem (zvaným „otec anglické literatury“, cca 1343–1400), Johnem Gowerem (cca 1330–1408) a Edmundem Spenserem (1552/1553–1599).
Uznání Shakespeara jako velikána anglické literatury přicházelo z různých stran a v různou dobu. V proslulém Prvním foliu, prvním souhrnném vydání Shakespearových her, které bylo financováno příbuznými Edwarda de Vere, 17. hraběte z Oxfordu, nazval Ben Jonson Shakespeara „duchem věku, potlesku, potěšení, zázrakem naší scény“.
V období restaurace Stuartovců a návratu monarchie mezi lety 1660 do konce 17. století byly v módě klasické myšlenky. V důsledku toho kritici té doby většinou hodnotili Shakespeara v duchu Johna Fletchera a Bena Jonsona. Avšak historik Thomas Rymer ve svém díle Short View of Tragedy (1693) kritizoval Shakespeara mimo jiné proto, že „míchal komické s tragickým“. Nicméně básník a kritik John Dryden Shakespeara vysoce ocenil a řekl „já ho obdivuji (tj. Bena Johnsona), ale mám rád Shakespeara“. Po několik desetiletí měl převahu Rymerův názor, ale během 18. století začali autoři zabývající se Shakespearovým dílem reagovat na jeho originalitu a „přirozenou genialitu“. Řada vědeckých edicí jeho děl, zejména od Samuela Johnsona z roku 1765 a Edmonda Malonea z roku 1790, přispěla k nárůstu jeho pověsti. Do roku 1800 byl Shakespeare již pevně zakotven jako národní básník. V 18. a 19. století se jeho pověst začala šířit také do zahraničí. Mezi osobnostmi, které se za něj zasazovali, byli myslitel Voltaire, básník Johann Wolfgang von Goethe a spisovatelé Stendhal a Victor Hugo. Hugh Grady cituje Voltairovy Filozofické dopisy (1733), Goethova Viléma Meistera léta učednická (1795), Stendhalovu dvoudílnou úvahu Racine et Shakespeare (1823–1825) a předmluvy Victora Huga ke spisům Cromwell (1827) a William Shakespeare (1864).
Během éry romantismu byl Shakespeare chválen básníkem a literárním filozofem Samuelem Taylorem Coleridgem. Kritik August Wilhelm Schlegel přeložil jeho hry v duchu německého romantismu. V 19. století kritický obdiv k Shakespearovu géniovi často hraničil až s pochlebováním. „Toto je král Shakespeare“, napsal esejista Thomas Carlyle v roce 1840, „nejen že září, ale korunuje svrchovanost nad námi všemi, protože je nejušlechtilejší, nejjemnější, přesto nejsilnější ze shromážděných; nezničitelný.“ Ve viktoriánském období se jeho hry uváděly ve velkém měřítku jako opulentní podívané. Na druhé straně zesměšňoval dramatik a kritik George Bernard Shaw kult uctívání Shakespeara jako „bardolatrii“ (parafráze na idolatrie = modloslužebnictví) s tvrzením, že nový naturalismus her Henrika Ibsena učinil Shakespearovy hry zastaralými.
Modernistické revoluce v umění na počátku 20. století místo toho, aby Shakespeara zavrhly, nadšeně zapojily jeho díla do služeb avantgardy. Expresionisté v Německu a futuristé v Rusku (zejména v Moskvě) uváděli vlastní inscenace jeho her. Německý levicový dramatik a režisér Bertolt Brecht pod vlivem Shakespeara vymyslel epické divadlo. Básník a kritik T. S. Eliot argumentoval proti Georgi Bernardu Shawovi, že Shakespearova „surovost“ (primitivnost) ho ve skutečnosti dělá moderním. Eliot spolu s literárním kritikem G. Wilsonem Knightem a školou Nové kritiky vedl hnutí směrem k užšímu výkladu Shakespearovy obraznosti. V 50. letech 20. století vlna nových kritických přístupů nahradila modernismus a vydláždila cestu pro „postmoderní“ studie Shakespeara. Od 80. let 20. století byla shakespearovská studia otevřena i pro hnutí jako je strukturalismus, feminismus, nový historismus, afroamerická studia a queer studia. Ve svém obsáhlém výkladu Shakespearových děl přirovnal literární kritik Harold Bloom Shakespeara k vůdčím postavám světové filosofie a teologie. Poznamenal dokonce, že „Shakespeare byl větší než Platón a Svatý Augustin. On nás obklopuje, protože chápeme jeho základní vnímání.“

## Překlady do češtiny
Shakespeare byl již za svého života významný dramatik a básník, byl tehdy údajně známý dokonce i na českém území. K prvnímu českému překladu (adaptaci) Shakespearova díla došlo v roce 1786 zásluhou Karla Ignáce Tháma, který přeložil Macbetha. K nejstarším překladatelům patřili dále Josef Kajetán Tyl a Josef Jiří Kolár. Do tzv. druhé generace překladatelů, do poloviny 19. století, patří František Doucha, Jan Josef Čejka, František Ladislav Čelakovský a Jakub Malý. Na přelomu 19. a 20. století překládali Josef Václav Frič, Josef Václav Sládek a Jaroslav Vrchlický. Na počátku 20. století to byl Otokar Fischer, Antonín Fencl a Bohumil Štěpánek. V 5. generaci, v polovině 20. století, překládali Erik Adolf Saudek, Bohumil Franěk, Jan Vladislav, Jiří Valja, František Nevrla, Otto František Babler, v 6. generace, v 60. a 70. letech 20. století, to byli Aloys Skoumal, Zdeněk Urbánek, Josef Topol, Václav Renč a Břetislav Hodek. K tzv. moderním překladatelům patří Alois Bejblík, Martin Hilský, Jiří Josek, Milan Lukeš a Antonín Přidal.

### Citát
| „                 | Není divu: noví lidé hledají k Shakespearovi nové cesty, někdy dost strmé či točité a krkolomné. Shakespeare je věčný problém, nikdy se ho nenasytíš, nikdy ho docela nevystihneš – a nikdy ho neubiješ, byť jsi ho mordoval sebe víc! Ale čert by mne vzal, řekne-li mi takové divadelní mládě, sotva se vylíhlo, anebo káže-li mi nějaký mudrlant, jemuž se počítá křesťanský letopočet teprve od jeho narození, že je Shakespeare dnes už nečasový. Shakespeare vydrží a přečká všechno – a tak tedy, noví lidé, jen do toho, jen do toho! | “ |
| — Jaroslav Kvapil | |   |

## Seznam Shakespearova díla
Jeho tvorba bývá dělena do tří období:
- 1591–1600: Psal především komedie a historická dramata, často zpracovával staré náměty z anglické minulosti a z antiky.
- 1601–1608: Přichází zklamání a rozčarování nad vývojem společnosti, do jeho tvorby vniká pesimismus a píše tragédie a sonety.
- 1608–1612: Smiřuje se s životem a píše hry, mající charakter tzv. romance, tj. obsahující jak prvky tragédie, tak prvky komedie.

### Historické hry
- Král Jan (1596–1597, King John),
- Richard II. (1595–1596),
- Jindřich IV. (1. část) (1597–1598, Henry IV, Part 1),
- Jindřich IV. (2. část) (1597–1598, Henry IV, Part 2),
- Jindřich V. (1598–1599, Henry V),
- Jindřich VI. (1. část) (1591–1592, Henry VI, Part 1),
- Jindřich VI. (2. část) ((1590–1591, Henry VI, Part 2),
- Jindřich VI. (3. část) (1590–1591, Henry VI, Part 3),
- Richard III. (1592–1593),
- Jindřich VIII. (1612–1613, Henry VIII), společně s Johnem Fletcherem.

### Komedie
- Komedie omylů (1593, The Comedy of Errors),
- Zkrocení zlé ženy (1594, The Taming of the Shrew),
- Dva šlechtici z Verony (1595, The Two Gentlemen of Verona),
- Marná lásky snaha (1595, Love's Labor's Lost),
- Sen noci svatojánské (1596, A Midsummer-night's Dream),
- Kupec benátský (1597, The Merchant of Venice),
- Mnoho povyku pro nic (1599, Much Ado About Nothing),
- Veselé paničky windsorské (1601, The Merry Wives of Windsor),
- Jak se vám líbí (1601, As You Like It),
- Večer tříkrálový (1602, Twelfth Night),
- Dobrý konec vše napraví (1603, All's Well That Ends Well),
- Něco za něco (1606, Measure for Measure).

### Tragédie
- Titus Andronicus (1594),
- Romeo a Julie (1595, Romeo and Juliet),
- Julius Caesar (1599),
- Hamlet (1604),
- Othello (1604),
- Macbeth (1606),
- Král Lear (1606, King Lear),
- Antonius a Kleopatra (1607, Antonius and Cleopatra),
- Coriolanus (1608),
- Timon Athénský (1608, Timon of Athens),
- Troilus a Kressida (1608, Troilus and Cressida).

### Pohádkové hry (romance)
- Cymbelín (1609, Cymbeline),
- Zimní pohádka (1611, The Winter's Tale),
- Perikles (1609, Pericles),
- Bouře (1612, The Tempest),
- Dva vznešení příbuzní (1613, The Two Noble Kinsmen), společně s Johnem Fletcherem,
- Cardenio (provedena 1613), společně s Johnem Fletcherem, hra se nedochovala.

### Básně
- Venuše a Adonis (1593, Venus and Adonis),
- Znásilnění Lukrecie (1594, The Rape of Lucrece),
- Vášnivý poutník (1599, The Passionate Pilgrim),
- Fénix a hrdlička (1601, The Phoenix and the Turtle),
- (Shakespearovy) Sonety (vydány 1609, v originále Shake-Speares Sonnets),
- Nářek milenčin (1609, A Lover's Complaint).

### Připisovaná díla
- Locrine (1594), tragédie,
- Sir Thomas More (1591–1596), historická hra, na níž se kromě Shakespeara podíleli ještě Thomas Dekker, Thomas Heywood, Anthony Munday a Henry Chettle,[194]
- Edward III. (anonymně 1596), historická hra, pravděpodobně společně s Thomasem Kydem,
- Sir John Oldcastle (anonymně 1600), historická hra,
- Thomas Lord Cromwell (uvedeno 1602),
- Londýnský marnotratník (tiskem 1605, The London Prodigal), komedie,
- Merlinovo narození (prvně uvedeno 1622, The Birth of Merlin), komedie, připisováno Shakespearovi a Williamovi Rowleyovi.

## Spekulace

### Autorství
Autorství děl připisovaných Williamu Shakespearovi bylo vícekrát zpochybňováno. Podle antistratfordiánů, což je kolektivní označení pro příznivce všech alternativních teorií, byl Shakespeare ze Stratfordu „nastrčenou postavou“, která měla krýt totožnost skutečného autora nebo autorů, kteří se z nějakého důvodu chtěli vyhnout veřejné známosti a s tím spojenému uznání, nebo je nemohli či nesměli přijmout. Přestože tato myšlenka získala značnou pozornost veřejnosti, jen menšina odborníků zaměřených na výzkum Shakespearova díla a literárních historiků ji pokládá za hodnověrnou. Většina shakespearologů jsou zastánci tradičního názoru a zabývají se alternativními teoriemi jen s úmyslem je vyvrátit.
Stratfordiáni odmítají všechny argumenty podávané zastánci jiných teorií o autorství Shakespearova kánonu jako neopodstatněné. Dlouhodobě nejpopulárnější alternativní teorii, která připisuje toto autorství Edwardovi de Vere, 17. hraběti z Oxfordu, mnoho zastánců stratfordské teorie donedávna téměř ignorovalo. V posledních letech však diskuse mezi ortodoxní stratfordskou obcí a tzv. oxfordiány znatelně přibrala na intenzitě, i když se mnohdy děje nepřímo.
Shakespearovo autorství bylo prokazatelně poprvé zpochybněno v polovině 19. století, kdy se po celém světě rozšířilo oslavování Williama Shakespeara jako největšího spisovatele všech dob. Okolnosti života Williama Shakespeara ze Stratfordu, zvláště jeho skromný původ a četná temná místa v jeho biografii, se však podle některých badatelů neslučovaly s neobyčejným básnickým nadáním autora a jeho reputací jako génia. To podnítilo podezření, že William Shakespeare ze Stratfordu možná nenapsal díla, která jsou mu připisována. Tato kontroverze se rozšířila do značné části literatury. V průběhu doby bylo postupně více než 70 historických postav navrženo jako možní kandidáti autorství. Značnou pozornost získali však jen Francis Bacon, William Stanley, 6. hrabě z Derby, Christopher Marlowe a od roku 1920 až do dneška především Edward de Vere, 17. hrabě z Oxfordu.
Badatelé, kteří podporují alternativní kandidáty, považují ony postavy, kterým dávají přednost, ze svého pohledu za mnohem vhodnější autory Shakespearova kánonu než je William Shakespeare ze Stratfordu. Uvádějí ale celkem shodně, že tento muž postrádal mj. vzdělání a znalost jazyků. Oxfordiáni poukazují na chybějící potřebné zkušenosti z pobytů v Itálii a Francii, kde se odehrává 16 Shakespearových her. Tyto zkušenosti však měl Edward de Vere. V neposlední řadě upírají tito badatelé Williamu Shakespearovi znalost anglického královského dvora, kterou považují za téměř klíčovou. Také aristokratické zvyky, noblesa a citlivost a všechny předešlé znalosti a zkušenosti, které se „projevují v Shakespearově díle“, nemohl William Shakespeare ze Stratfordu podle nich mít. „Tyto dvě představy – že Shakespearův kánon představuje vrchol lidské kultury, zatímco William Shakespeare byl naprosto nevzdělaný venkovan – se spojily a přesvědčily Delii Baconovou a její následovníky, že titulní strana Prvního folia a jeho úvody by mohly být jen součástí skvěle vypracované šarády, zosnované nějakou vysoce postavenou osobností.“
Zastánci většinové stratfordiánské pozice naopak tvrdí, že biografické interpretace literatury nejsou spolehlivé pro určení autorství, což ovšem platí i pro Williama Shakespeara ze Stratfordu. Dále je uváděno, že souběh známých důkazů autorství Williama Shakespeara ze Stratfordu – za které jsou považovány titulní stránky vydaných děl, výpovědi některých básníků a historiků za jeho života a v období po zveřejnění Prvního fólia a dále některé oficiální záznamy – je stejný jako u ostatních autorských atribucí té doby. Důkazy tohoto typu nebyly nalezeny pro jakéhokoli jiného kandidáta. Podle argumentace stratfordiánů nebylo autorství Williama Shakespeara zpochybněno ani za jeho života, ani po dobu několika století po jeho smrti. Proti těmto tvrzením byly však v posledních letech vysloveny ze strany zastánců oxfordské teorie značné výhrady.
Doposud existuje konsenzus převážné části vědecké obce, že William Shakespeare ze Stratfordu byl autorem shakespearovského kánonu. Počet skeptiků, kteří zastávají odlišné teorie o autorství, byl sice doposud relativně malý, ale v posledních letech roste aktivní skupina odpůrců, včetně prominentních, veřejně známých osob, kteří toto konvenční připsání autorství Williamu Shakespearovi ze Stratfordu stále více zpochybňují. Snaží se o všeobecné uznání autorské otázky jako legitimního pole působnosti vědecké obce a v posledním důsledku o přijetí některého z alternativních kandidátů za pravého autora.

### Sexuální orientace
Na základě některých pasáží v jeho hrách a hlavně v Sonetech, jejichž část podle některých autorů popisuje přátelský nebo milostný vztah autora k jinému nejmenovanému muži, se spekuluje také o Shakespearově homosexualitě, resp. bisexualitě. Tyto spekulace nebyly nikdy definitivně potvrzeny ani vyvráceny. Jejich odpůrci však mimo jiné argumentují tím, že psát o příteli v termínech milostné poezie patřilo k dobové literární konvenci. Jiný významný argument uvedl Martin Hilský s poukazem na strukturu angličtiny ve svých poznámkách k vydání Shakespearových Sonetů z roku 2009 (s jeho překladem do češtiny). Podle Hilského je „velká většina Shakespearových sonetů dvojznačná či ambivalentní, pokud jde o rod“. A dále je zde s odvoláním na autorku a specialistku na renesanční literaturu a Shakespeara Margretu de Grazia uvedeno: „Skutečným ‚skandálem Sonetů‘ je vztah mluvčího k černé dámě, nikoli k mladému aristokratovi.“ Tato ambivalentnost textu sonetů a mnohé další okolnosti vedou k tomu, že výklady jejich smyslu se naprosto diametrálně rozcházejí. Tyto rozpory jsou jedním z důležitých prvků současných bouřlivých diskusí o autorství a o výklad celého Shakespearova díla (kánonu).

#### V češtině
- CRAIG, Hardin, a kol. Dějiny anglické literatury I. Praha: Státní nakladatelství krásné literatury a umění, 1963. 422 s.
- DUNTON-DOWNEROVÁ, Leslie; RIDING, Alan. Shakespeare a jeho svět. Praha: Ikar, 2006. 480 s. ISBN 80-249-0738-0.
- HILSKÝ, Martin. Shakespeare a jeviště svět. Praha: Academia, 2010. 912 s. ISBN 978-80-200-1857-1.
- HODEK, Břetislav. Smutný monolog o překládání Shakespeara. Praha: Lyra Pragensis, 1993. 17 s. Dostupné online.
- HOŠEK, Jiří. Shakespeare si s pravopisem hlavu nelámal. Týdeník Rozhlas. 2016, čís. 10 (7.–13. 3.), s. 15. ISSN 1213-2098.
- CHUDOBA, František. Kniha o Shakespearovi. Díl I, Prostředí a život. Praha: Jan Laichter, 1941. 815 s.
- CHUDOBA, František. Kniha o Shakespearovi. Díl II, Dílo. Praha: Jan Laichter, 1943. 854 s.
- JIŘÍK, Richard. Stručné výklady nejlepších dramat Shakespearových. Vyškov: Hanácké knihkupectví Jaroslava Pátka, 1907. 140 s. Dostupné online.
- ZEMANOVÁ, Michaela. William Shakespeare – doba, život, mýtus. Historický obzor. 2010, roč. 21, čís. 5–6, s. 98–105. ISSN 1210-6097.

#### Cizojazyčné
- ANDERSON, Mark. „Shakespeare“ by Another Name. The Life of Edward de Vere, Earl of Oxford, the Man Who Was Shakespeare. New York: Gotham, 2005. Dostupné online. ISBN 1-59240-103-1. (anglicky)
- ACKROYD, Peter. Shakespeare: The Biography. London: Vintage, 2006. Dostupné online. ISBN 978-0-7493-8655-9.
- KREILER, Kurt. Der Mann, der Shakespeare erfand. Edward de Vere, Earl of Oxford. Frankfurt nad Mohanem: Insel, 2009. 595 s. ISBN 9783458174523. (německy)
- LOONEY, J. Thomas. Shakespeare Identified in Edward de Vere, Seventeenth Earl of Oxford. New York: Frederick A. Stokes, 1920. Dostupné online. (anglicky)
- LYNE, Charlotte. Shakespeare a jeho svět. Praha: Brána, 2009. 236 s. ISBN 978-80-7243-420-6.
- OGBURN, Charlton. The Mysterious William Shakespeare: The Man Behind the Mask. New York: Dodd, Mead & Co., 1984. Dostupné online. (anglicky)
- ADAMS, Joseph Quincy. A Life of William Shakespeare. Boston: Houghton Mifflin, 1923. Dostupné online. OCLC 1935264 (anglicky)
- BALDWIN, T. W. William Shakspere's Small Latine & Lesse Greek. Urbana, Ill: University of Illinois Press, 1944. Dostupné v archivu pořízeném dne 2013-07-27. OCLC 359037 (anglicky) Archivováno 27. 7. 2013 na Wayback Machine.
- BATE, Jonathan. The Soul of the Age. London: Penguin, 2008. Dostupné online. ISBN 978-0-670-91482-1. (anglicky)
- BBC NEWS. Bard's 'cursed' tomb is revamped [online]. British Broadcasting Corporation, 28 May 2008 [cit. 2010-04-23]. Dostupné online. (anglicky)
- BEVINGTON, David. Shakespeare. Oxford: Blackwell, 2002. Dostupné online. ISBN 0-631-22719-9. (anglicky)
- BLOOM, Harold. Shakespeare: The Invention of the Human. New York: Riverhead Books, 1999. Dostupné online. ISBN 1-57322-751-X. (anglicky)
- BOWERS, Fredson. On Editing Shakespeare and the Elizabethan Dramatists. Philadelphia: University of Pennsylvania Press, 1955. Dostupné online. OCLC 2993883 (anglicky)
- BOYCE, Charles. Dictionary of Shakespeare. Ware, Herts, UK: Wordsworth, 1996. Dostupné online. ISBN 1-85326-372-9. (anglicky)
- BRADBROOK, M. C. Shakespeare's Styles: Essays in Honour of Kenneth Muir. Příprava vydání Philip Edwards, Inga-Stina Ewbank, G. K. Hunter. [s.l.]: Cambridge University Press, 2004. ISBN 0-521-61694-8. Kapitola Shakespeare's Recollection of Marlowe. (anglicky)
- BRADLEY, A. C. Shakespearean Tragedy: Lectures on Hamlet, Othello, King Lear and Macbeth. London: Penguin, 1991. Dostupné online. ISBN 0-14-053019-3. (anglicky)
- BROOKE, Nicholas, 2004. Shakespeare's Styles: Essays in Honour of Kenneth Muir. Příprava vydání Philip Edwards, Inga-Stina Ewbank, G. K. Hunter. [s.l.]: Cambridge University Press. ISBN 0-521-61694-8. Kapitola Language and Speaker in Macbeth. (anglicky)
- BRYANT, John. The Cambridge Companion to Herman Melville. Příprava vydání Robert Steven Levine. Cambridge: Cambridge University Press, 1998. Dostupné online. ISBN 0-521-55571-X. Kapitola Moby Dick as Revolution. (anglicky)
- CARLYLE, Thomas. On Heroes, Hero-worship, and the Heroic in History. Boston: Houghton, Mifflin and Company, 1907. ISBN 1-4069-4419-X. OCLC 643782 (anglicky)
- CHAMBERS, E. K. Shakespearean Gleanings. Oxford: Oxford University Press, 1944. Dostupné online. ISBN 0-8492-0506-9. OCLC 2364570 (anglicky)
- CHAMBERS, E. K. William Shakespeare: A Study of Facts and Problems. Oxford: Clarendon Press, 1930. Dostupné online. ISBN 0-19-811774-4. OCLC 353406 (anglicky)
- CLEMEN, Wolfgang. Shakespeare's Dramatic Art: Collected Essays. New York: Routledge, 2005a. ISBN 0-415-35278-9. (anglicky)
- CLEMEN, Wolfgang. Shakespeare's Imagery. London: Routledge, 2005b. ISBN 0-415-35280-0. (anglicky)
- CLEMEN, Wolfgang. Shakespeare's Soliloquies. London: Routledge, 1987. ISBN 0-415-35277-0. (anglicky)
- CRAIG, Leon Harold. Of Philosophers and Kings: Political Philosophy in Shakespeare's "Macbeth" and "King Lear". Toronto: University of Toronto Press, 2003. Dostupné online. ISBN 0-8020-8605-5. (anglicky)
- DE SÉLINCOURT, Basil. William Blake. London: Duckworth & co, 1909. Dostupné online. (anglicky)
- DOBSON, Michael. The making of the national poet. Oxford, England: Oxford University Press, 1992. Dostupné online. ISBN 978-0-19-818323-5. (anglicky)
- DOMINIK, Mark. Shakespeare–Middleton Collaborations. Beaverton, OR: Alioth Press, 1988. Dostupné online. ISBN 0-945088-01-9. (anglicky)
- DOWDEN, Edward. Shakspere. New York: Appleton & Co., 1881. OCLC 8164385 (anglicky)
- DRAKAKIS, John. Alternative Shakespeares. New York: Meuthen, 1985. Dostupné online. ISBN 0-416-36860-3. (anglicky)
- DUNCAN JONES, Katherine, ed. Shakespeare's Sonnets. London: Thomas Learning, 1997. Dostupné online. (anglicky)
- DUTTON, Richard; HOWARD, Jean. A Companion to Shakespeare's Works: The Histories. Oxford: Blackwell, 2003. ISBN 0-631-22633-8. (anglicky)
- ELIOT, T. S. Elizabethan Essays. London: Faber & Faber, 1934. Dostupné online. ISBN 0-15-629051-0. OCLC 9738219 (anglicky)
- EVANS, G. Blakemore. The Sonnets. Cambridge: Cambridge University Press, 1996. Dostupné online. ISBN 0-521-22225-7. Kapitola Commentary. (anglicky)
- FOAKES, R. A. The Cambridge Companion to English Renaissance Drama. Cambridge: Cambridge University Press, 1990. Dostupné online. ISBN 0-521-38662-4. Kapitola Playhouses and Players. (anglicky)
- FORT, J. A. The Story Contained in the Second Series of Shakespeare's Sonnets. [s.l.]: [s.n.] (anglicky)
- FRIEDMAN, Michael D. Acts of Criticism: Performance Matters in Shakespeare and his Contemporaries: Essays in Honor of James P. Lusardi. New Jersey: Fairleigh Dickinson University Press, 2006. Dostupné online. ISBN 0-8386-4059-1. Kapitola 'I'm not a feminist director but ...': Recent Feminist Productions of The Taming of the Shrew. (anglicky)
- FRYE, Roland Mushat. The Art of the Dramatist. London; New York: Routledge, 2005. ISBN 0-415-35289-4. (anglicky)
- GIBBONS, Brian. Shakespeare and Multiplicity. Cambridge: Cambridge University Press, 1993. Dostupné online. ISBN 0-521-44406-3. (anglicky)
- GIBSON, H. N. The Shakespeare Claimants: A Critical Survey of the Four Principal Theories Concerning the Authorship of the Shakespearean Plays. London: Routledge, 2005. ISBN 0-415-35290-8. (anglicky)
- GRADY, Hugh. Shakespeare and Modern Theatre: The Performance of Modernity. New York: Routledge, 2001a. ISBN 0-415-21984-1. Kapitola Modernity, Modernism and Postmodernism in the Twentieth Century's Shakespeare. (anglicky)
- GRADY, Hugh. The Cambridge Companion to Shakespeare. Příprava vydání Margreta deGrazia, Stanley Wells. Cambridge: Cambridge University Press, 2001b. ISBN 0-521-65094-1. Kapitola Shakespeare Criticism 1600–1900. (anglicky)
- GREENBLATT, Stephen. Will in the World: How Shakespeare Became Shakespeare. London: Pimlico, 2005. ISBN 0-7126-0098-1. (anglicky)
- GREER, Germaine. William Shakespeare. Oxford: Oxford University Press, 1986. Dostupné online. ISBN 0-19-287538-8. (anglicky)
- HASTING, William T. Shakspere Was Shakespeare. The American Scholar. 1959, roč. 28, s. 479–88. Dostupné online. ISSN 0003-0937. (anglicky)
- HOLLAND, Peter. Cymbeline. Příprava vydání William Shakespeare,  Peter Holland (ed.). London: Penguin, 2000. Dostupné online. ISBN 0-14-071472-3. Kapitola Introduction. (anglicky)
- HONAN, Park. Shakespeare: A Life. Oxford: Oxford University Press, 1998. Dostupné online. ISBN 0-19-811792-2. (anglicky)
- HONIGMANN, E. A. J. Shakespeare: The Lost Years. Manchester: Manchester University Press, 1999. ISBN 0-7190-5425-7. (anglicky)
- JACKSON, MacDonald P. Shakespeare Studies. Cranbury, NJ: Associated University Press, 2004. ISBN 0-8386-4120-2. Kapitola A Lover's Complaint Revisited. (anglicky)
- JONSON, Ben. The First Folio of Shakespeare. Příprava vydání William Shakespeare, Charlon Blayney (ed.). New York: W. W. Norton & Company, 1996. ISBN 0-393-03985-4. Kapitola To the memory of my beloued, The AVTHOR MR. WILLIAM SHAKESPEARE: AND what he hath left vs. (anglicky)
- KERMODE, Frank. The Age of Shakespeare. London: Weidenfeld & Nicholson, 2004. Dostupné online. ISBN 0-297-84881-X. (anglicky)
- LEVENSON, Jill L. Romeo and Juliet. Příprava vydání William Shakespeare, Jill L. Levenson (ed.). Oxford: Oxford University Press, 2000. ISBN 0-19-281496-6. Kapitola Introduction. (anglicky)
- LEVIN, Harry. The Cambridge Companion to Shakespeare Studies. Cambridge: Cambridge University Press, 1986. Dostupné online. ISBN 0-521-31841-6. Kapitola Critical Approaches to Shakespeare from 1660 to 1904. (anglicky)
- MCDONALD, Russ. Shakespeare's Late Style. Cambridge: Cambridge University Press, 2006. Dostupné online. ISBN 0-521-82068-5. (anglicky)
- MCMICHAEL, George; GLENN, Edgar M. Shakespeare and his Rivals: A Casebook on the Authorship Controversy. New York: Odyssey Press, 1962. OCLC 2113359 (anglicky)
- MUIR, Kenneth. Shakespeare's Tragic Sequence. London: Routledge, 2005. ISBN 0-415-35325-4. (anglicky)
- PARAISZ, Júlia. Shakespeare Survey. Příprava vydání Peter Holland. Cambridge: Cambridge University Press, 2006. Dostupné online. ISBN 0-521-86838-6. Kapitola The Nature of a Romantic Edition. (anglicky)
- POLLARD, Alfred W. Shakespeare Quartos and Folios: A Study in the Bibliography of Shakespeare's Plays, 1594–1685. London: Methuen, 1909. OCLC 46308204 (anglicky)
- RIBNER, Irving. The English History Play in the Age of Shakespeare. London: Routledge, 2005. ISBN 0-415-35314-9. (anglicky)
- RINGLER, William, Jr. In Lear from Study to Stage: Essays in Criticism. New Jersey: Fairleigh Dickinson University Press, 1997. Dostupné online. ISBN 0-8386-3690-X. Kapitola Shakespeare and His Actors: Some Remarks on King Lear. (anglicky)
- ROWE, John. The Poems: Venus and Adonis, The Rape of Lucrece, The Phoenix and the Turtle, The Passionate Pilgrim, A Lover's Complaint, by William Shakespeare. Příprava vydání William Shakespeare, John Rowe (ed.). Cambridge: Cambridge University Press, 2006. ISBN 0-521-85551-9. Kapitola Introduction. (anglicky)
- ROWE, Nicholas. Some Acount of the Life &c. of Mr. William Shakespear. Příprava vydání Terry A. Gray. [s.l.]: [s.n.], 1709. Dostupné online. (anglicky)
- SAWYER, Robert. Victorian Appropriations of Shakespeare. New Jersey: Fairleigh Dickinson University Press, 2003. Dostupné online. ISBN 0-8386-3970-4. (anglicky)
- SCHOENBAUM, Samuel. William Shakespeare: A Compact Documentary Life. Oxford: Oxford University Press, 1987. Dostupné online. ISBN 0-19-505161-0. (anglicky)
- SHAKESPEARE, William. The Oxford Shakespeare: the Complete Works of William Shakespeare. Příprava vydání W. J. Craig. Oxford: Oxford University Press, 1914. Dostupné online. Kapitola Sonnet 18. (anglicky)
- SHAPIRO, James. 1599: A Year in the Life of William Shakespeare. London: Faber and Faber, 2005. Dostupné online. ISBN 0-571-21480-0. (anglicky)
- STEINER, George. The Death of Tragedy. New Haven: Yale University Press, 1996. Dostupné online. ISBN 0-300-06916-2. (anglicky)
- WADSWORTH, Frank. The Poacher from Stratford: A Partial Account of the Controversy over the Authorship of Shakespeare's Plays. [s.l.]: University of California Press, 1958. Dostupné online. ISBN 978-0-520-01311-7. (anglicky)
- WAIN, John. Samuel Johnson. New York: Viking, 1975. Dostupné online. ISBN 0-670-61671-0. (anglicky)
- WELLS, Stanley. Shakespeare: A Life in Drama. New York: W. W. Norton, 1997. Dostupné online. ISBN 0-393-31562-2. (anglicky)
- The Oxford Shakespeare: The Complete Works. Příprava vydání Stanley Wells, Gary Taylor, John Jowett, William Montgomery. Oxford: Oxford University Press, 2005. (2nd). Dostupné online. ISBN 0-19-926717-0. (anglicky)
- KATHMAN, David, 2003. Shakespeare: an Oxford Guide. Příprava vydání Stanley Wells, Lena Cowen Orlin. [s.l.]: Oxford University Press. Dostupné online. ISBN 0-19-924522-3. (anglicky)
- WOOD, Michael. Shakespeare. New York: Basic Books, 2003. Dostupné online. ISBN 0-465-09264-0. (anglicky)
- WRIGHT, George T. Shakespeare: An Anthology of Criticism and Theory, 1945–2000. Příprava vydání Russ McDonald. Oxford: Blackwell, 2004. ISBN 0-631-23488-8. Kapitola The Play of Phrase and Line. (anglicky)